# Arte astigiana
L'arte astigiana è caratterizzata principalmente sotto l'aspetto architettonico, da due periodi storico-artistici: il gotico nel periodo in cui Asti fu libero comune, ed il barocco nel periodo in cui fu sindaco ed architetto della città Benedetto Alfieri.
Per quanto riguarda la pittura, i più importanti artisti furono Gandolfino da Roreto, Gian Carlo Aliberti e successivamente Guglielmo Caccia detto il Moncalvo.
Nella scultura e cesellatura si distinsero l'orafo Giovanni Tommaso Groppa e lo scultore ed ebanista Giuseppe Maria Bonzanigo
Ecco un breve escursus sugli artisti e le loro opere che caratterizzano il patrimonio architettonico, scultoreo e pittorico della città.

## Dai Liguri ai Paleocristiani

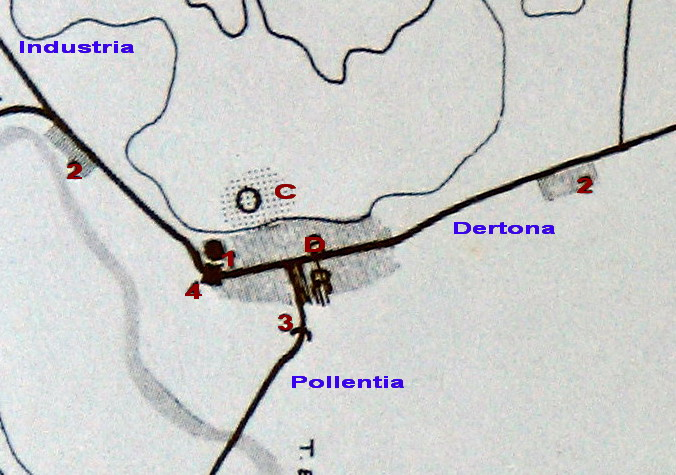
Insediamento ligure ed espansione romana.
C = Oppidum ligure, D = decumano massimo, 1 = Castello dei Valloni, 2 = necropoli, 4 = Porta urbica

Secondo Federico Sacco l'uomo si era affacciato alla Pianura Padana già durante l'epoca pleistocenica.

Il primo insediamento umano della città fu sicuramente la collinetta, ancora oggi definita rocca ligure, nella zona nord della città.

Molte sono le teorie sull'origine del nome: per Strabone (Geografia, lib.3-10) Asta significherebbe roccia che si alza dal piano; nella radice indoeuropea Ast significa roccia e ultimamente, si è fatta largo la teoria, che il toponimo Ast derivi dall'indoeuropeo owi-s (pecora), luogo dove si praticava la pastorizia.

È sicuramente certo che in epoca romana, Asti è un "Municipium" rispondente al nome di Hasta.

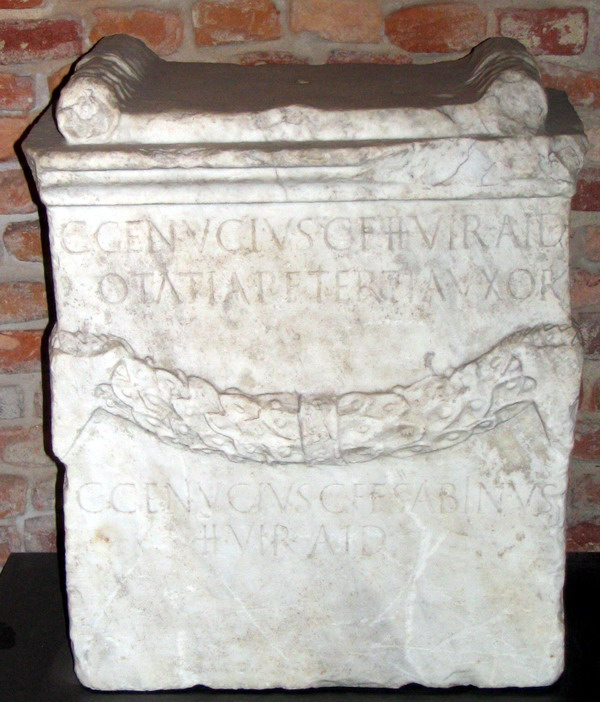
Ara romana (Museo di San Anastasio)

I primi reperti artistici sono di questo periodo, ritrovati principalmente nelle necropoli astesi e nei terreni circostanti: lapidi mortuarie, vasi, suppellettili in cotto o in vetro, bronzi e marmi.

Plinio il Vecchio, nella sua Naturalis Historia, mette l'accento proprio su questa peculiarità di Asti come grande centro manifatturiero, specialmente per il vasellame e gli oggetti in vetro, molto richiesti sul mercato, tali da sviluppare una vera e propria industria artigianale.
Per quel che riguarda l'architettura romana del periodo repubblicano, gli unici esempi giunti fino a noi sono i resti dell'Anfiteatro romano, la Domus in via Varroni, la base a sedici lati della cosiddetta Torre Rossa ed i resti del foro romano nei pressi del complesso di San Anastasio.
La Domus romana, in via Varrone 30, (fine I secolo - inizio II secolo), è di particolare interesse perché presenta un sedime in calce e ghiaia (probabile pavimento del triclinio). Il pavimento (m 3 x 1,70) presenta una cornice a spina di pesce più interna ed un'altra, più esterna, con motivo a treccia.
All'interno un mosaico a tessere bianche e nere decorato da figure geometriche in marmo colorato.

Il mosaico presenta anche alcune figure zoomorfe: delfini, pesci stilizzati e una pianticella acquatica.

Torre Rossa, basamento a piramide

L'Anfiteatro, di cui una minima parte è stato portato alla luce recentemente, si trova nel Rione San Silvestro e si insinua per una buona parte al di sotto del sedime del rione, si calcola che le sue dimensioni fossero di circa 60x90 metri.
La Torre Rossa di Santa Caterina era uno dei probabili torrioni della porta occidentale della cinta muraria, molto simile alla Porta Palatina di Torino.

Alla base della torre è presente una piramide a gradini del III secolo, i primi due piani risalgono all'XI secolo e presentano monofore a tutto sesto con strombature che riducono l'apertura interna ad una feritoia (tipico delle fortificazioni).
Nonostante i successivi interventi di spogliazione, rimangono ancora alcune tracce del foro di Hasta del periodo repubblicano in corso Alfieri, nei pressi della cripta di San Anastasio. I muri di fondazione e tracce della pavimentazione in grandi lastre rettangolari di pietra (databili tra il I secolo a.C. ed il I secolo), hanno fatto pensare ad un foro rettangolare che occupava il centro della città romana, attraversato dal decumano massimo ed attorniato dai principali edifici della città.

A rafforzare quest'ipotesi è la presenza di molti elementi architettonici di epoca romana riutilizzati in seguito nei vicini edifici di culto (cripta di San Anastasio, cripta di San Giovanni presso la Cattedrale e la Cattedrale stessa).
Del periodo longobardo tra il VI secolo e VII secolo risalgono le architetture delle cripte di San Giovanni, San Anastasio e San Secondo. Si tratta di tre costruzioni ad una navata con pilastrini in pietra e capitelli che si rifanno ai modelli classici, volte a crociera a intersezione di botti. Queste cripte, che sono le uniche testimonianze in Piemonte dell'architettura paleocristiana, risentono dell'influsso dell'architettura lombarda del periodo.

Arte Paleocristiana e Preromanica
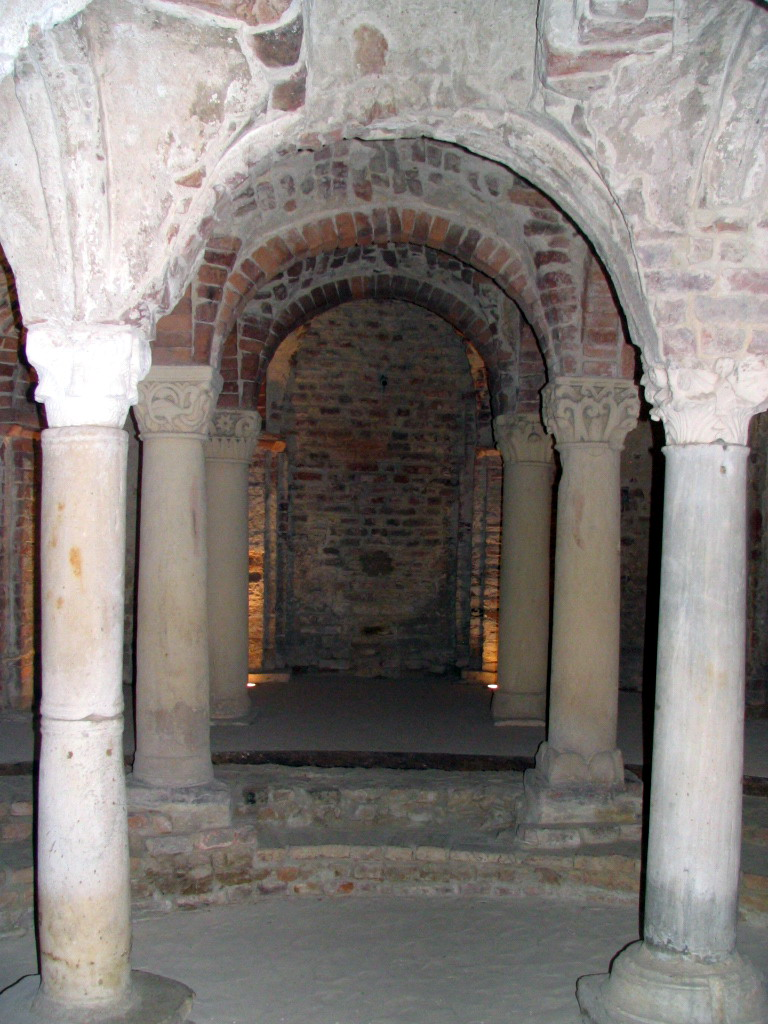
Cripta di Sant'Anastasio (VII secolo)
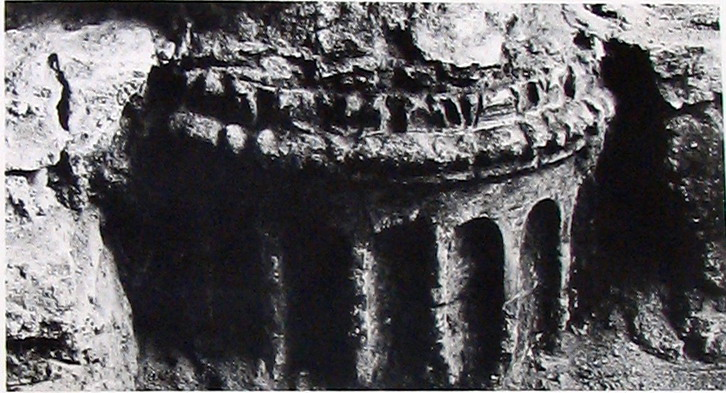
Frammento di colonna romana del Foro di Asti
Capitello Corinzio (Duomo di Asti)
Capitello Corinzio (cripta di Sant'Anastasio)
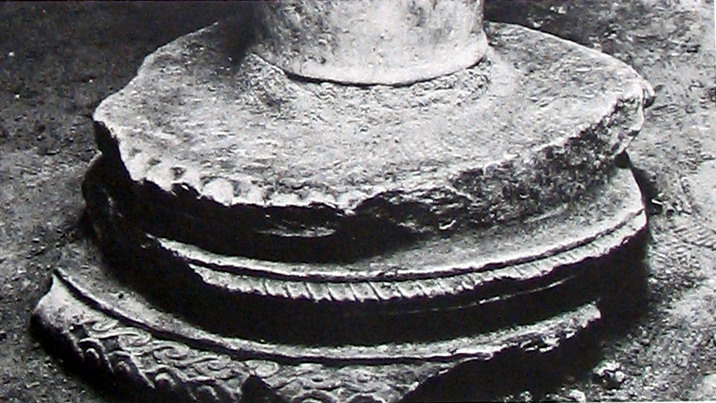
Base di colonna romana
Capitello preromanico, cripta di Sant'Anastasio
Capitello preromanico, cripta di Sant'Anastasio
Capitello preromanico, cripta di Sant'Anastasio

## Il Romanico (secoli XI e XII)

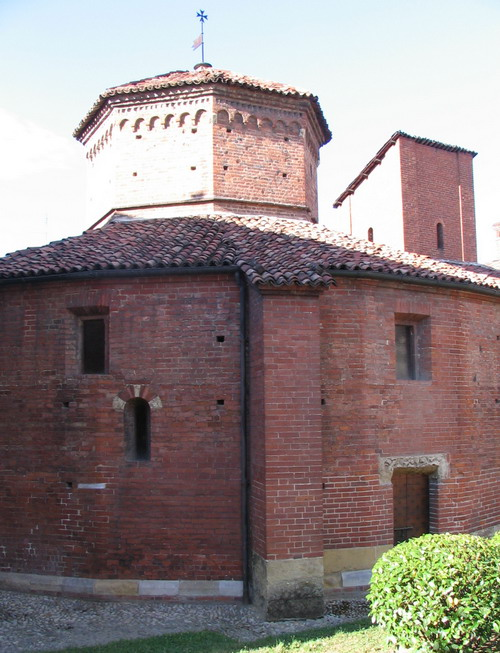
La rotonda di San Pietro

Agli albori del romanico, la preesistente chiesa di Santa Maria fuori le mura prende la denominazione di chiesa del Santo Sepolcro.
 Viene ampliata con una complessa forma anulare, da cui il nome rotonda di San Pietro che risente ancora degli influssi carolingio-ottoniani.
 Di notevole pregio i rilievi sui portali raffiguranti immagini zoomorfe e cornucopie o elementi di decorazione vegetale.
Anche la chiesa di Santa Maria Nuova viene edificata in questo periodo. Dell'iniziale impianto romanico rimane ancora il campanile che costituisce un raro esempio in Asti di architettura romanico-lombarda.
Gli unici resti romanici della Cattedrale di Asti sono il campanile, ricostruito nel 1266 ancora in stile romanico-lombardo, due fonti battesimali in porfido (ora utilizzate come acquasantiere) e un mosaico che decora il presbiterio.

Delle due acquasantiere, la prima (la più antica) ai quattro punti cardinali si staccano quattro teste di demoni, alternate a grandi rosoni e margherite.

La seconda acquasantiera, più tarda, di forma esagonale ha raffigurati grifoni e leoni.
Il mosaico del presbiterio venne alla luce tra il 1984-1985, in occasione del restauro e ristrutturazione dell'area.
Il mosaico, che probabilmente aveva un'estensione più vasta, si presenta diviso in dodici riquadri, figurati incorniciati da una fascia geometrica.
Seguendo la combinazione di opus tesselatum e opus sectile, ogni riquadro riprende un personaggio o un episodio della Bibbia.
I quattro riquadri agli angoli della composizione raffigurano i quattro fiumi del Paradiso terrestre.

Arte Romanica
fonte battesimale, particolare delle figure zoomorfe
fonte battesimale, particolare delle figure zoomorfe
fonte battesimale, particolare delle figure zoomorfe
fonte battesimale, particolare delle figure zoomorfe

## Il gotico (XIII - XV secolo)

### Architettura
Tra il 1225 ed il 1235, il comune di Asti, per contenere lo sviluppo in verticale delle torri della città, emanò una serie di norme statutarie, che vietarono l'elevazione di qualsiasi torre o edificio al di sopra del muro della Torre Bertramenga-Scarampa, davanti al "mercato del fieno" (l'attuale piazza Statuto).
 Lo statuto, inoltre, cita che chiunque contravverà alle norme, oltre al ridimensionamento della costruzione, dovrà pagare un'ammenda di 25 lire astesi.

La torre Bertramenga assurse così ad una notorietà che attraversò i secoli arrivando fino ai giorni nostri.

Anche il cronista Stefano Giuseppe Incisa nel XVIII secolo si pronunciò sull'argomento : "... a questa famiglia (Scarampi) fu pure concesso, coll'obbligo che questa loro torre fosse più larga, e più alta di tutte le altre...
Insieme al barocco, il gotico è il periodo artistico maggiormente rappresentato in città. Merito anche in quel periodo di una crescita politico-economica della città.

Il cronista Ogerio Alfieri, nella sua "Cronaca", puntualizza che Asti nel 1290 "...fu fatta quasi nuova, piena di ricchezze, chiusa da buone mura e nuove e piena quasi tutta di molti edifizi, torri, palazzi e case nuove ...".
Le famiglie mercatali astesi (casane), dimostrano la loro potenza economica con la costruzione di torri, domus, palazzi, caseforti, arricchiti da cornici con tipiche mondanature in cotto, finestre ogivali, merlature, colonne e capitelli in arenaria.
Le torri presenti in Asti sono suddivise in "Torri del primo periodo" (XII- prima metà del XIII secolo) e "Torri del secondo periodo" (seconda metà del XIII secolo- XIV secolo).

#### Torri del primo periodo
Si tratta di costruzioni elevate in altezza, ma di base d'appoggio contenuta (circa 5,5 metri di lato), con numerosi inserti in pietra alla base, che si innalzano a canna liscia e chiusa (quindi con poche aperture). Il mattone usato nella costruzione è circa 25 cm X 10 cm x 6 cm di altezza.
L'ingresso alla torre è sempre rivolto sul lato interno della via a cui si affacciano e sono in genere isolate dai palazzi attigui.
Scopo delle costruzioni era, oltre quello difensivo, anche quello di autocelebrazione del potere raggiunto dalla famiglia a cui la torre apparteneva. Gli esempi più importanti sono:
- La Torre dei Natta
- La Torre Bertramenga-Scarampa, detta anche Torre Guttuari
- La Torre Comentina
- La Torre Troyana
- La torre orientale del Vescovado

#### Torri del secondo periodo
Definite anche "giganti", furono costruite in osservanza al provvedimento comunale, emanato intorno al primo quarto del XIII secolo per dare un freno allo sviluppo verticale delle torri. Mentre in Toscana ed in altre parti d'Italia si assistette all'evoluzione della torre in "casa-forte", ad Asti si continuò ad edificare torri, ma con criteri architettonici completamente nuovi.
In particolare, la torre astigiana del secondo periodo aumentò le dimensioni della propria base (7-8 metri di lato), utilizzando il maggior spazio ottenuto per ricavarvi strutture commerciali ed abitative; aumentò il numero delle aperture sulla canna, costruendo finestre più ampie con decorazioni prestigiose; presentò collegamenti con i palazzi signorili ad essa attigui, costituendone sempre l'elemento di raccordo e di distribuzione dei piani.
Gli esempi più importanti sono:
- La Torre Quartero
- La Torre Solaro
- La Torre Gazzelli o Ponte
- La Torre di Palazzo Catena
- La Torre dei Roero di Monteu
- La Torre dei Roero di Cortanze

Anche la Chiesa di Asti, nella volontà del suo vescovo Guido Valperga, a metà del XIII secolo, cominciò la ristrutturazione e l'ampliamento della possente fabbrica del Duomo, sotto la sovraintendenza dei capimastri Antonio Neucoto e Macario.

L'opera di costruzione durerà circa un secolo (1354), e vedrà succedersi i vescovi Arnaldo De Rosette e Baldracco Malabayla.

La fabbrica, considerata la più importante cattedrale gotica del Piemonte, presenta una facciata ancora risolta sul tema romanico a larghi salienti, con tre portali a strombo, di cui il centrale presenta alla sommità un arco trilobato, forse di lontana ispirazione veneto-lombarda

ma più probabilmente ispirato alle precoci realizzazioni dell'arte gotica nella Francia meridionale. Nel lato sud della cattedrale ci appare il magnifico protiro-portale laterale, in gotico fiorito, detto dei "Pelletta". In passato il suo stile raffinatissimo aveva convinto gli eruditi locali ad assegnarlo ad un'epoca molto tarda, e si indicava nel 1470 l'anno della sua costruzione. Gli studi moderni hanno dimostrato trattarsi di un'opera straordinariamente aggiornata del primo decennio del Trecento, in cui lavorarono abilissimi lapicidi e maestranze in stretto contatto con l'arte gotica d'Oltralpe. Secondo la tradizione locale, la costruzione fu finanziata dalle famiglie aristocratiche Pelletta (ghibellina) e Troja (guelfa), ricchissime per commerci ed attività bancaria, i cui stemmi figurano nell'antiporta, a sancire un accordo matrimoniale e forse economico tra le due parti.
 In realtà i Pelletta finanziarono nella seconda metà del Quattrocento alcuni lavori di abbellimento: la costruzione della volta interna, l'apposizione dei bassorilievi con la Vergine Assunta, il sole e la luna nel frontone, e la pittura di due medaglioni ad affresco ai lati dell'arco.

### Scultura
La statua, collocata sulla facciata della Collegiata di San Secondo, il cui originale è proprietà della famiglia Bonaccorsi, è in pietra d'arenaria alta 152 cm. Le modeste dimensioni della statua fanno supporre che probabilmente fosse stata destinata ad una nicchia più bassa o ad un altare interno della chiesa.
La statua, raffigura il Santo con in capo un cerchio dorato che trattiene la chioma riccioluta,una corta barba incornicia il mento. Il personaggio indossa un sarcotto attillato (tipico del XIV secolo) ed un mantello, la mano destra tiene la spada e la sinistra una città.
La rappresentazione della città, al contrario delle interpretazioni tradizionali, non si allarga alla base in segno di estensione della stessa, ma è sviluppata in verticale, simile alla torre del martirio nelle rappresentazioni di Santa Barbara. Questa rappresentazione fa sorgere il dubbio che in un secondo tempo la torre rappresentata sia stata mutata in città per le esigenze rappresentative.

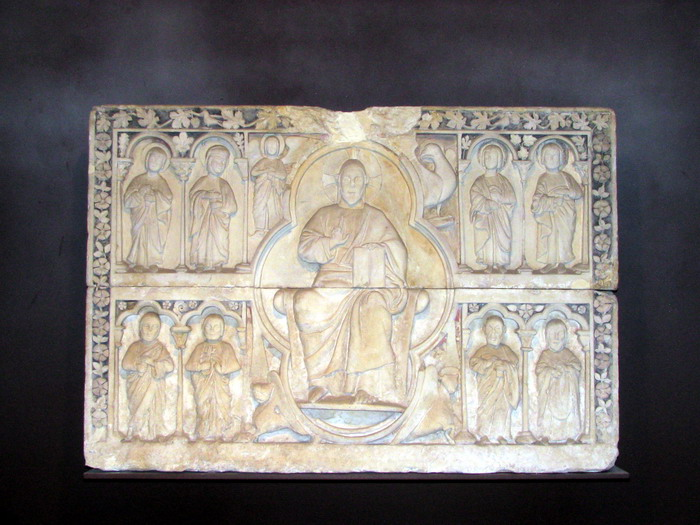
Il "Paliotto"

Risale alla metà del XIV secolo un "paliotto" marmoreo da altare, già presente nella chiesa di San Pietro in Consavia ed ora in esposizione al Museo Archeologico di Sant'Anastasio.
 Si tratta di un "retablo" raffigurante al centro un pregevole 
Cristo Benedicente entro una cornice quadriloba, accompagnato ai quattro angoli dai simboli degli evangelisti.
Lateralmente sono rappresentate figure di santi e beati. Tutto il paliotto è incorniciato da tralci di vite alternati a figure di volatili.
La trecentesca statua di San Secondo, patrono di Asti, di cui una copia si trova sovrastante il rosone centrale della facciata della Collegiata di Asti, pregevole opera del tardo XIV secolo, ha una base tondeggiante decorata con conchiglie stilizzate e figure floreali, è ben rifinita anche nella parte posteriore con il drappeggio del mantello a cappuccio.

L'originale, proprietà della famiglia Bonaccorsi, è inserita in una elegante cornice ogivale decorata da elementi floreali.
Di particolare interesse, nella Cattedrale di Asti, sono anche il bassorilievo raffigurante il leggendario capostipite degli Alfieri, Arricino Moneta e la pietra tombale del vescovo Baldracco Malabayla. Il bassorilievo, opera di artista ignoto, è collocata sull'ultimo pilastro a destra della cattedrale.
Raffigura un cavaliere in armatura da guerra con le mani giunte in segno di preghiera, ai lati gli stemmi raffiguranti l'aquila della famiglia Alfieri.
La pietra tombale del vescovo Malabaila, posizionata sull'ultimo pilastro a sinistra prima del presbiterio, è stata scolpita nel 1353 dallo scultore lombardo Giovanni Chiela. Essa ritrae la figura del vescovo, nell'atto benedicente, sovrastato da un baldacchino in gotico fiorito recante gli stemmi di Papa Clemente VI e Papa Innocenzo VI.

Il volto sereno ma deciso, le possenti mani guantate, la destra benedicente, la sinistra impugnante saldamente il pastorale, trasmettono il carattere volitivo del prelato, che grazie alla sua ostinazione concluse i lavori di edificazione della cattedrale.
Di grande interesse artistico è poi un corpus di sculture lignee o lapidee a soggetto religioso recentemente riemerse o riscoperte, tutte realizzate tra la fine del XIII secolo e la prima metà del successivo; poca cosa rispetto a quanto doveva trovarsi all'epoca in una città ricca e potente come Asti, ma sufficiente a documentarne l'eccezionale raffinatezza e le ambizioni della committenza. Ricordiamo:
- L'apparato scultoreo del portale maggiore della Cattedrale, opera di un ignoto lapicida locale oggi definito "maestro delle mensole del Duomo", che alla fine del Duecento unisce le raffinatezze del gotico ad una nuda e potente verità neo-romanica. Oltre alle due mensole di sostegno dell'architrave, rappresentanti Sansone che squarta il leone e un giovane che pone un sacco sulle spalle di un vecchio, gli sono attribuiti i capitelli frontali con il Giudizio universale e l'Incoronazione della Vergine.

- I capitelli interni dell'Cattedrale: di soggetto vegetale e di asciutto sapore luigiano quelli della navata; di gusto provenzale e descrittivo quelli del tiburio, con figure di santi cavalieri, allegorie ispirate alle favole di Esopo e creature mitologiche; collegabile ai rilievi del portale maggiore, concepito forse come loro pendent ma collocato poi nel transetto sud, il bel capitello con la Resurrezione di Cristo.
- L'eccezionale statua marmorea della Vergine con il Bambino, di grandi dimensioni, un tempo conservata e venerata in Duomo, poi finita nella chiesetta campestre della frazione San Giulio di San Damiano d'Asti dove si trova tuttora. Databile al secondo quarto del Trecento, è opera di uno scultore locale aggiornatissimo sulle tendenze del Gotico internazionale.
- La statua lignea di Santa Radegonda, opera attribuita allo stesso maestro; è oggi conservata nel Museo Diocesano.
- La coeva Madonna col Bambino, lignea, collocata nell'abside della chiesa di Viatosto; restauri recenti hanno ripristinato la delicata ed insieme sontuosa cromia originaria. Rispetto alle precedenti sculture, la mano è di un maestro più vicino alla sensibilità ed alle esperienze del mondo lombardo di metà Trecento.
- La statua mutila di San Giovanni Battista, recentemente in parte ricomposta e collocata nella cripta di San Giovanni.
- La "Madonna del Tempo": lignea, di minori dimensioni rispetto alle precedenti, fu realizzata per la chiesa di Santa Maria del Tempio, assegnata poi ai Cavalieri Gerosolimitani dopo la soppressione dei Templari. Dopo la distruzione della chiesa durante la Guerra dei Trent'anni la scultura fu conservata e venerata per quasi tre secoli nella chiesa di San Pietro in Conzavia; nella prima metà del Novecento fu collocata sulla sommità dell'organo della nuova parrocchiale di San Pietro, dov'è tuttora visibile.

### Pittura
Il patrimonio artistico pittorico di questo periodo è andato quasi totalmente perduto, rimangono gli affreschi delle lunette della chiesa di Santa Maria Ausiliatrice di Borgo Viatosto restaurati nel 1997, raffiguranti un "San Giorgio e il drago", la "Madonna in trono col Bambino e santa Caterina" e l"Annunciazione", tutti databili tra il 1380 ed il 1390. Nella cappella di destra è presente una tavola lignea trecentesca raffigurante la Madonna con il Bambino, detta "Madonna delle ciliegie".
Vanno anche ricordate le splendide miniature del Codex Astensis o de Malabayla (1379) la cui maggioranza delle illustrazioni, ultimamente sono state attribuite al miniaturista lombardo Giovannino De' Grassi.

Arte gotica
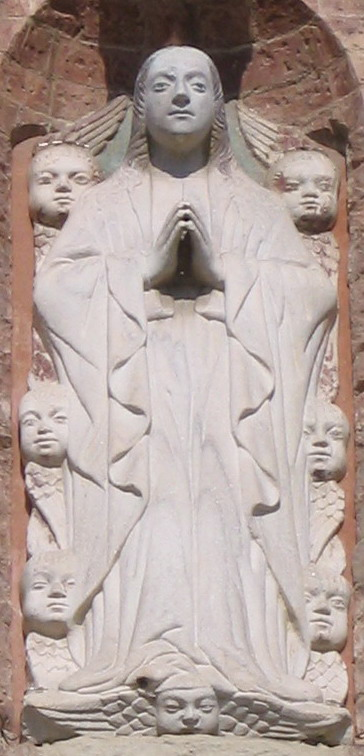
Cattedrale, portale Pelletta, statua di Maria assunta
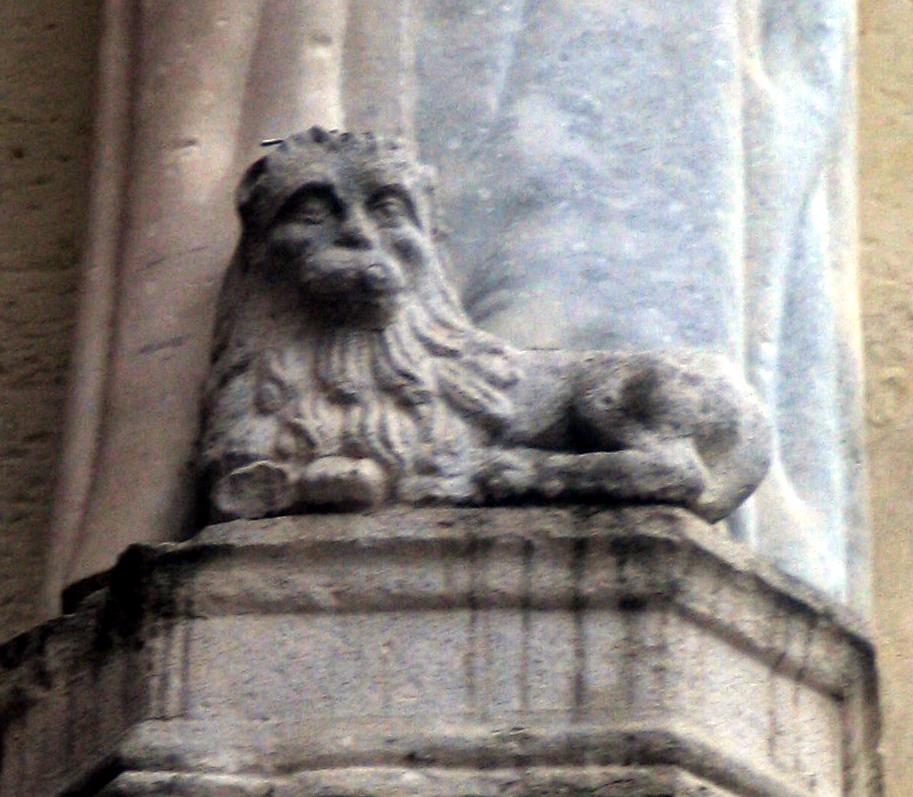
Cattedrale, leone in pietra
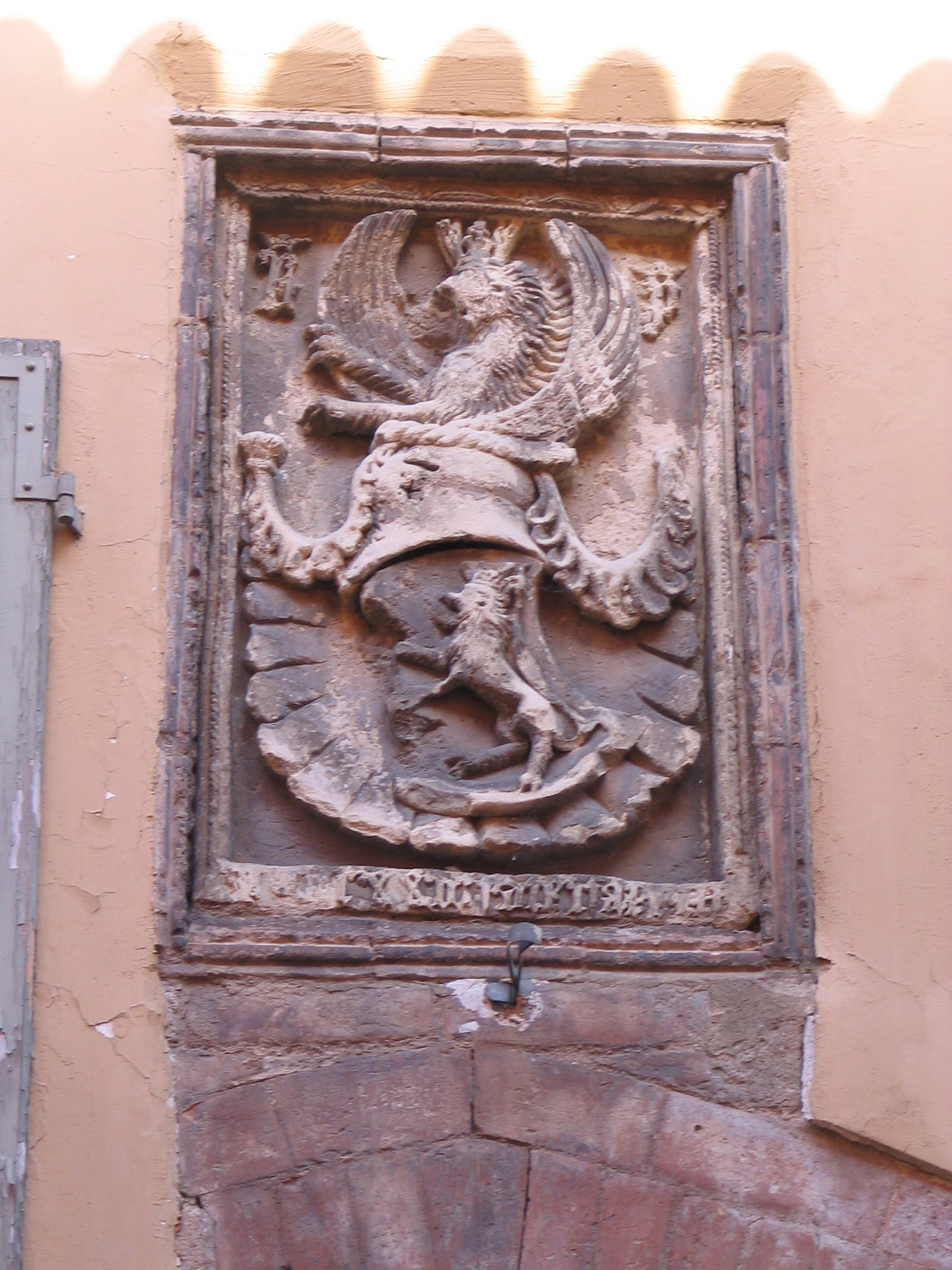
Casa Pelletta, stemma in cotto
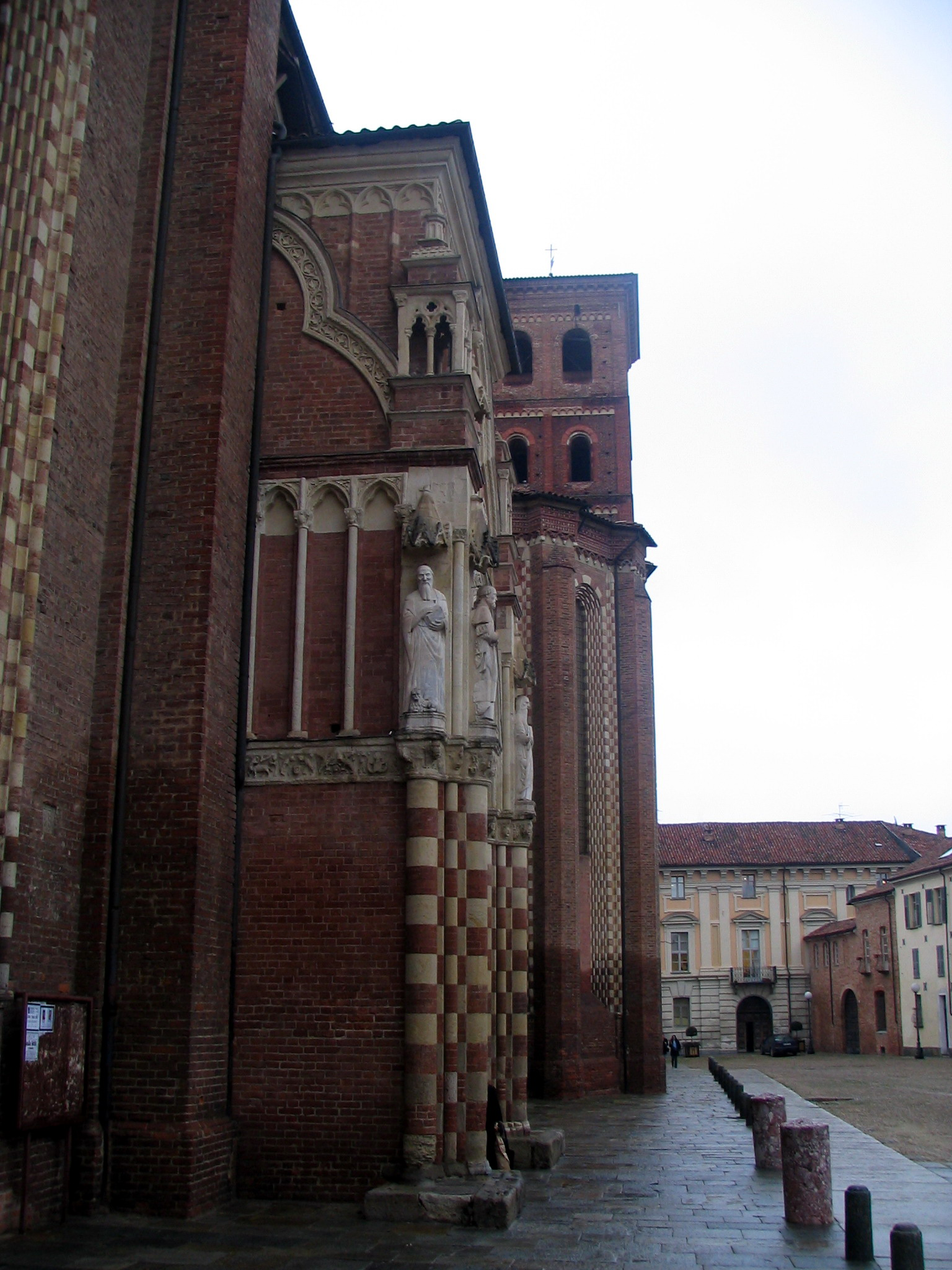
Cattedrale, portale Pelletta, lato ovest
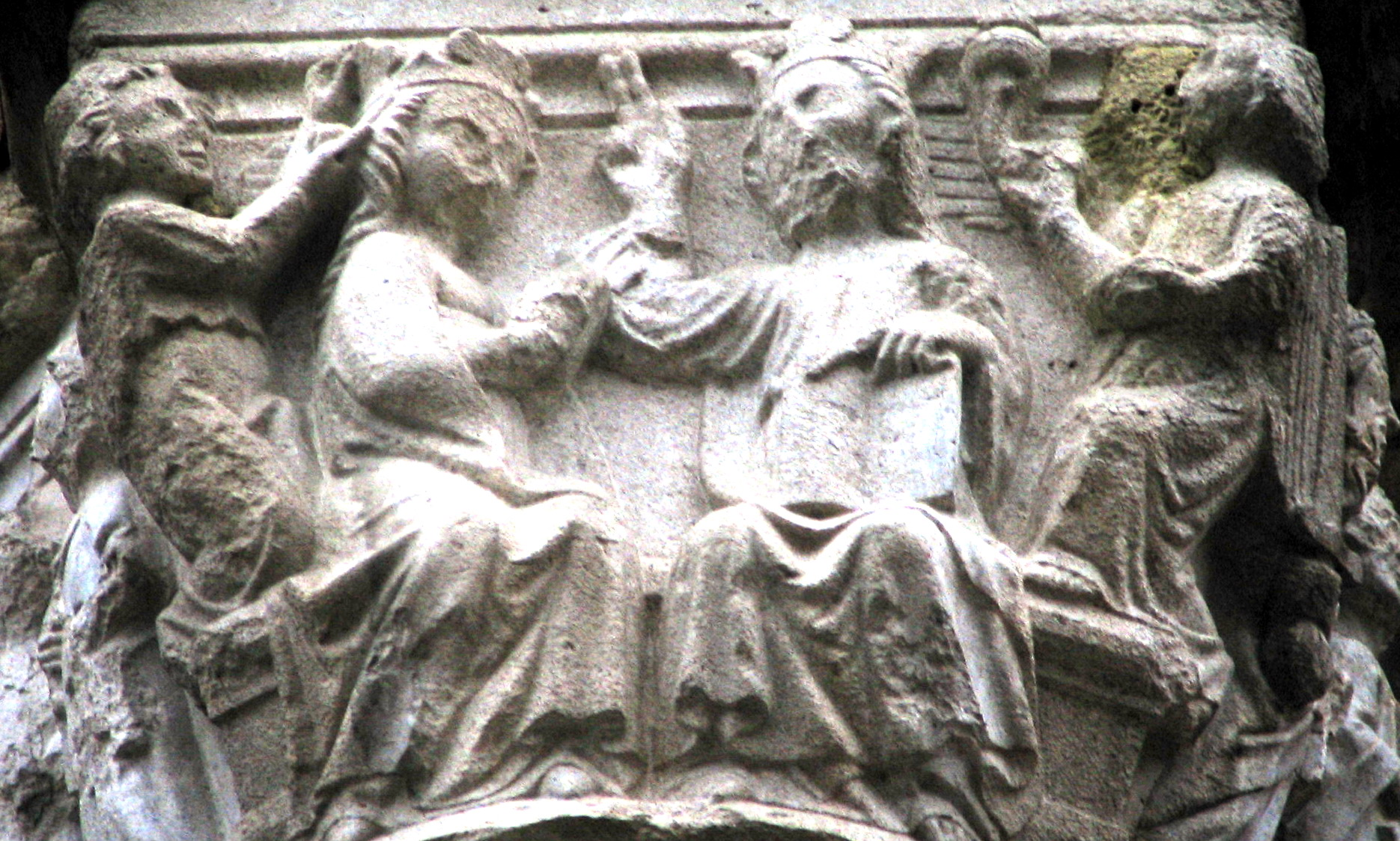
Cattedrale, portale centrale, scultore nordico XV secolo
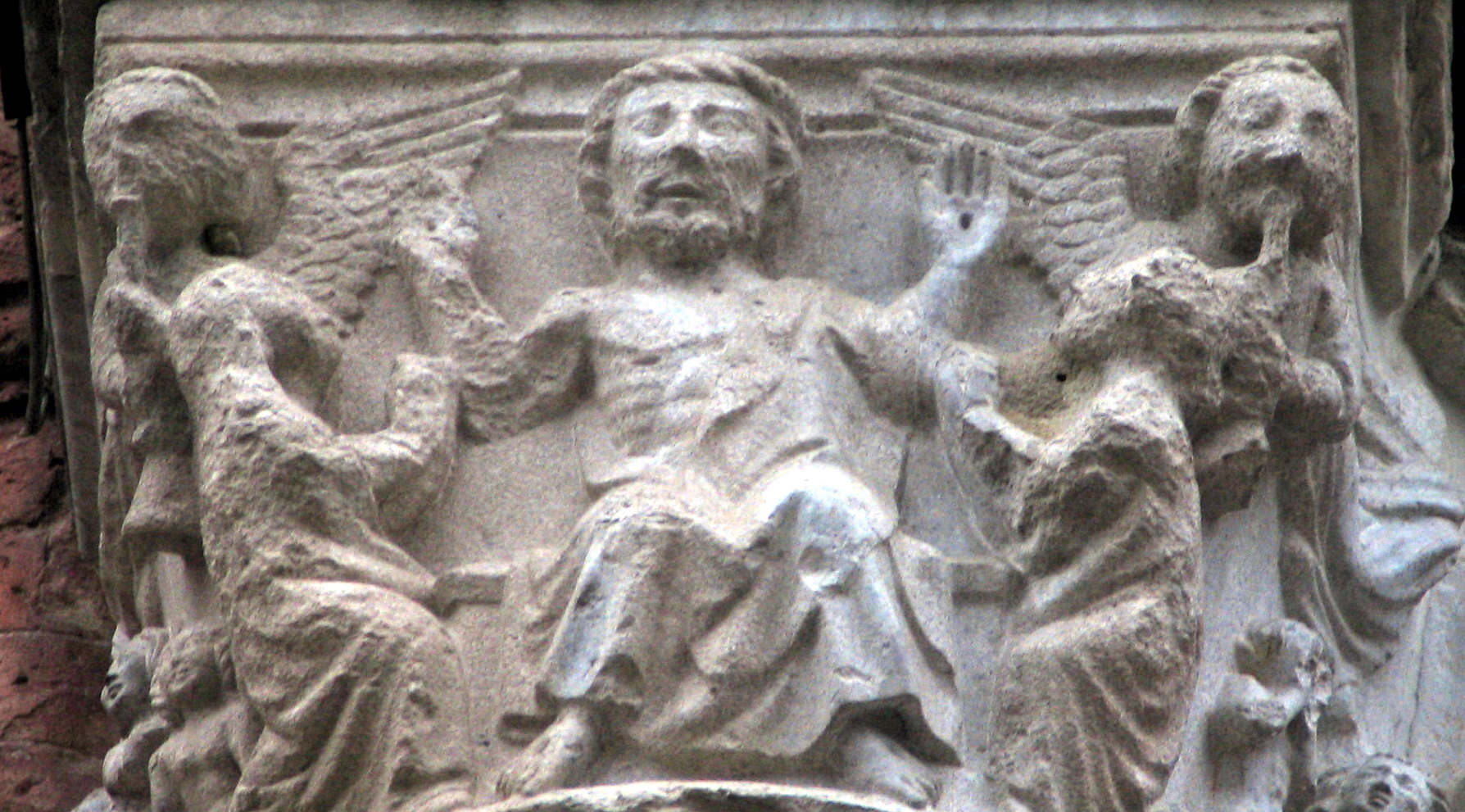
Cattedrale, portale centrale, scultore nordico XV secolo
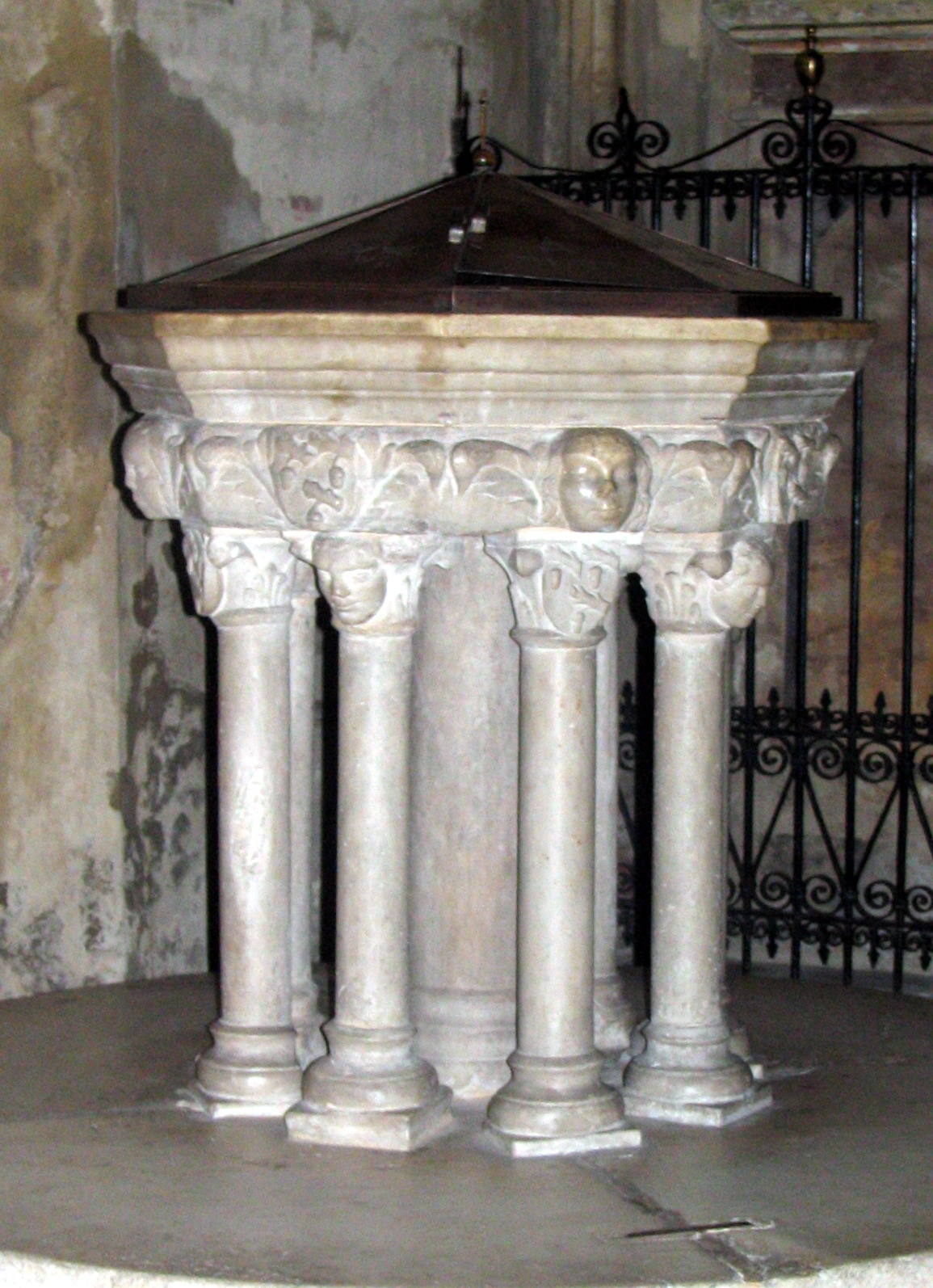
Cattedrale, fonte battesimale, autore lombardo XV secolo
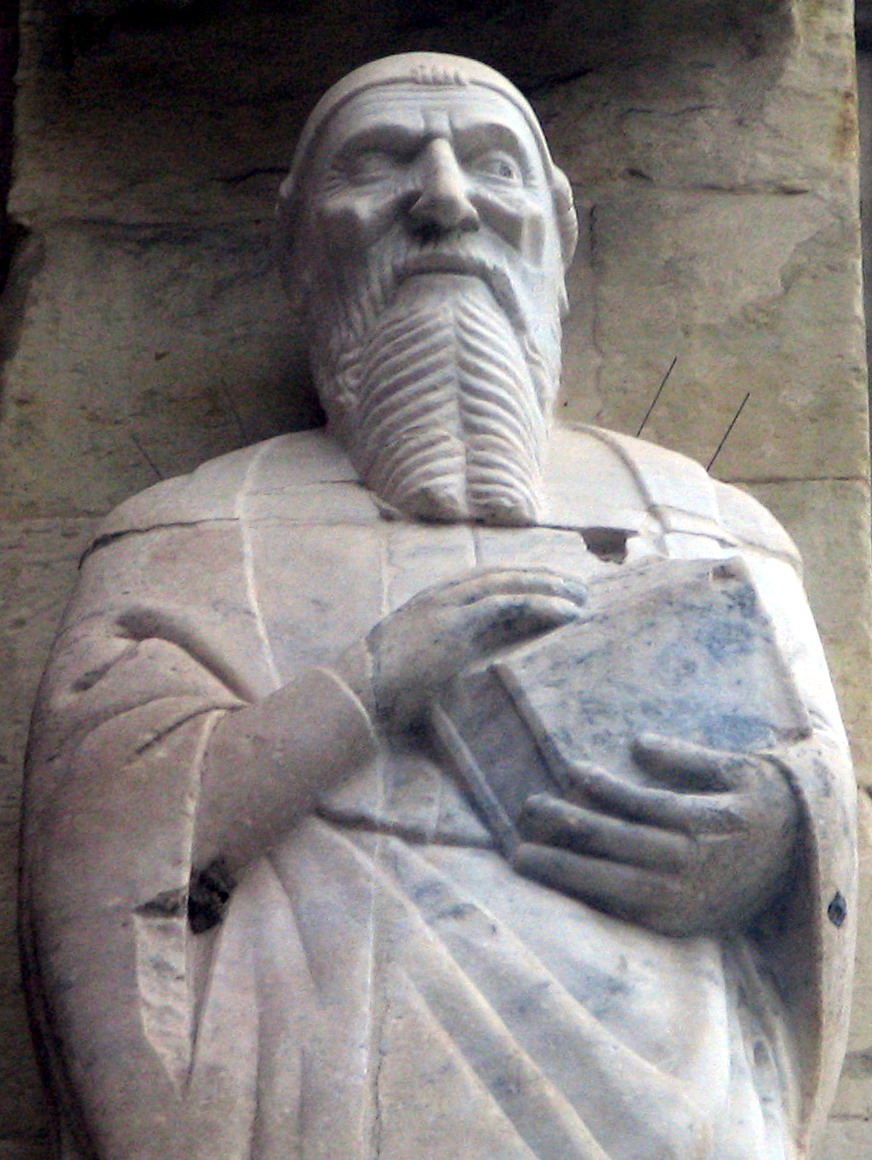
Cattedrale, portale Pelletta, San Gerolamo part.

## Il Rinascimento tra XV e XVI secolo

### Architettura
Il nuovo stile architettonico, giunto dalla Toscana a metà del XV secolo, influenza anche le scelte stilistiche delle costruzioni astigiane.
Dalla fine del Quattrocento le principali famiglie del ceto dirigente cittadino intraprendono il sistematico ammodernamento delle proprie antiche residenze cittadine secondo i più aggiornati dettami architettonici; ammodernamento a volte epidermico, a volte radicale, ma sempre di eccellente qualità. Purtroppo molte realizzazioni di quell'epoca sono scomparse a seguito delle demolizioni recenti; e molte altre trasformate ed obliterate nel corso dei secoli. Vale la pena ricordare, però, almeno alcuni degli edifici che fecero di Asti un centro importante di diffusione della cultura rinascimentale in ambito subalpino.
- Palazzo Trivulzio, poi detto "degli Spagnoli". (in corso Alfieri angolo via al Teatro)

Fu fatto costruire a tempo di record, tra il 1496 ed il 1498 da Gian Giacomo Trivulzio detto "il Magno", celebre condottiero nominato governatore di Asti da Carlo VIII re di Francia. Di proporzioni imponenti e magnifiche, fino all'inoltrato XVIII secolo era ritenuto il più prestigioso della Città. Alla fine del Settecento venne privato dell'ultimo piano, e negli anni successivi riplasmato negli orizzontamenti interni e nei prospetti. Conserva i resti del portico ad arcate a tutto sesto impostate su colonne lapidee dai vigorosi capitelli "a foglie d'acqua", ornati con gli stemmi del Trivulzio, della prima moglie Margherita Colleoni e della seconda, Beatrice d'Avalos d'Acquino.
- Palazzo di Alessandro Malabaila. (in via Mazzini)

Costruito a partire dal 1498 dal nobile e ricco Alessandro Malabaila, esponente di spicco della vita politica e militare cittadina, gran favorito e Maestro di palazzo di Luigi XII re di Francia e signore di Asti, che vi soggiornò più volte. Era senza dubbio la più estesa, complessa e lussuosa residenza rinascimentale esistente in Piemonte alla fine del XV secolo: organizzato intorno a due ampi cortili porticati collegati da una "galaria grande" a doppio ordine di arcate prospettante su un bellissimo giardino. Smembrata la proprietà in epoca napoleonica, il complesso andò incontro ad un declino irreversibile. Ancora oggi, malgrado l'eccezionale qualità di quanto rimasto, versa in stato di smemorante incuria, vittima dello stillicidio di interventi inadeguati e deturpanti. Rimane il bellissimo prospetto su via Mazzini, con l'alto portale in arenaria ormai quasi compromesso e le finestre crociate del piano nobile, ornate da busti fittili di giovanette ispirati da analoghe esperienze cremonesi, e da decorazioni di chiaro gusto d'Oltralpe. Nel primo cortile è ancora leggibile, sebbene tamponato, il bel portico di gusto antiquariale. Nel secondo cortile raggiungibile d via Isnardi il portico, ridotto ad un solo lato, è ancora integro al pianterreno, decurtato in quello superiore.
Alcune famiglie nobili, quali i Falletti, i Malabayla, i Mazzola, gli Asinari, modificano i propri palazzi in stile gotico Trecentesco, introducendo elementi rinascimentali. Questi "ammodernamenti", si notano nello splendido portale scolpito in arenaria di Palazzo Malabaila, o nelle finestre "guelfe" di Palazzo Mazzola.
Anche la Cattedrale risente del nuovo influsso artistico, ne è esempio il fonte battesimale ottagonale retto da capitelli corinzi recanti in capo gli stemmi della famiglia De Gentis e teste di cherubini.

### Scultura

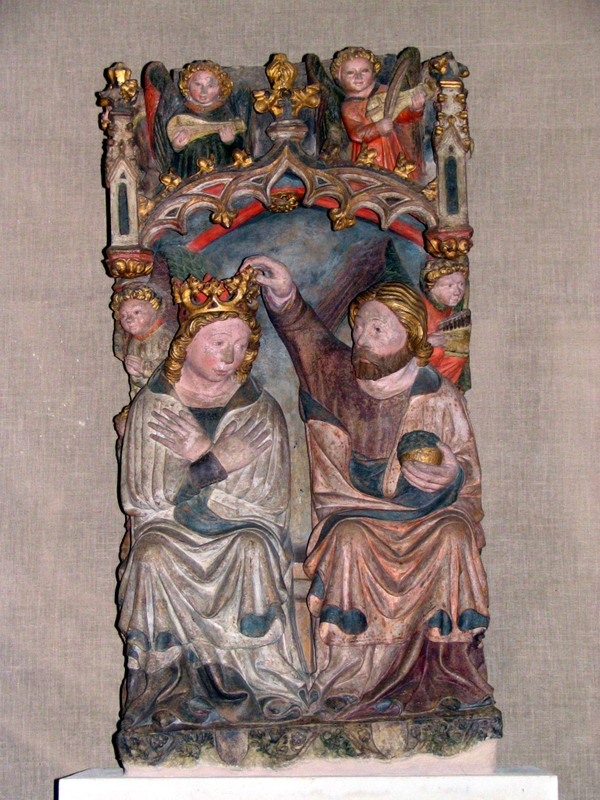
L'incoronazione della Vergine

Presso la chiesa di Santa Maria Ausiliatrice di Borgo Viatosto, il gruppo scultoreo policromo in terracotta rappresentante "L'incoronazione di Maria" (prima metà del XV secolo) rappresenta uno dei punti più alti della scultura quattrocentesca astigiana, non contaminata da classicismi più o meno degenerativi e per questo espressione "genuina" dell'arte astigiana
Le tozze figure di Cristo che incorona la Vergine, sono sedute su un trono ricoperto quasi totalmente da un panneggio. La Vergine ha le mani incrociate al petto ed è un atteggiamento umile, simile alla prima Annunciazione di Antonello da Messina del 1473. Il capo è leggermente chino verso il proprio Figlio. La dolce e paffuta espressione del viso di Maria, più che rifarsi ai canoni classici dell'iconografia mariana, ricorda il viso delle contadine astigiane. Fanno corona delle due figure, quattro angioletti, due musicanti e due oranti.
Faceva parte di questo gruppo scultoreo, una predella a forma di capitello, in tufo policromato raffigurante in centro un'annunciazione ed ai lati le immagini di alcuni santi, tra cui San Secondo.

La predella è ora conservata presso il Museo di Palazzo Madama di Torino.
Molta fortuna ebbe in Piemonte, tra il XV secolo e il XVI secolo, il tema della "Deposizione" o del "Compianto sul Cristo morto".
 Anche nella Cattedrale, è presente un gruppo scultoreo in terracotta policroma che riprende il tema della deposizione, risalente all'inizio del Cinquecento, costituito da otto figure di probabile origine modenese. 

Le figure sono: Cristo morto al centro (l'unica statua in legno), dietro di Lui la Madonna sorretta da San Giovanni e Maria di Cleofa, la Maddalena e Maria Salome; Nicodemo e Giuseppe di Arimatea.

### Pittura
Asti da quasi un trentennio era stabilmente di dominio Orleanese, quando, probabilmente negli anni Settanta del XV secolo, nacque Gandolfino da Roreto.

Il padre Giovanni, pittore anch'egli, figura in un documento del 1462 in seguito ad un pagamento per una pala d'altare eseguita per il convento astigiano di San Marco.
 La nonna di Gandolfino (Verdina) apparteneva da una delle più importanti famiglie nobili della città, quella dei Pelletta.

(Nell'immagine: La genealogia della Vergine)
Gandolfino fu attivo dal 1493 (data del polittico presso la galleria Sabauda di Torino) al 1510 (data di committenza di un'opera per la confraternita del Sepolcro di Savigliano).
Il pittore appare come un artista curioso, disponibile a citazioni ed influenze esterne.
In un primo tempo Gandolfino si rifà alla scuola ligure e provenzale, per poi svoltare, nel primo decennio del Cinquecento, con la scoperta e la piena adesione ai canoni stilistici della pittura cremonese e ferrarese dei pittori Boccaccio Boccaccino e il suo allievo il Garofalo.
Così come per l'architettura e la scultura, anche la pittura rinascimentale astigiana si sviluppò circa un secolo dopo rispetto a quella toscana.

Infatti molte opere di fattura quattrocentesca, presentano ancora elementi appartenenti al gotico francese o fiammingo.
Ne sono esempio i resti degli affreschi nella Collegiata o nella chiesa di Viatosto, o la "popolaresca" Madonna del latte presente sull'altare di fondo della navata destra.
Tra la fine del XV secolo e l'inizio del XVI secolo, la pittura astigiana visse un periodo aureo, caratterizzato dalla presenza del pittore Gandolfino da Roreto, sicuramente il pittore più importante del periodo, che lasciò notevoli testimonianze artistiche nella città.
Le opere di Gandolfino in Asti sono così distribuite:
- Presso la Cattedrale, troviamo la pala dello "Sposalizio della Vergine " databile ai primi anni del XVI secolo.
 La pala è collocata sull'altare secentesco fatto costruire dalla famiglia Cacherano.
Gandolfino contrappone la sua consueta dolcezza dei visi e dei gesti dei personaggi, ai freddi canoni della pittura nordica che investe i panneggi e la scenografia (tipico esempio è la grande lumiera fiamminga che pende dalla volta).
Nel transetto destro, è collocata la splendida "Genealogia della Vergine", datata 1501.
Altra pala aulica in Cattedrale è la "Madonna del banchiere" (1516), commissionata da Oberto Solaro, in cui sono evidenti le influenze ferraresi.
Nell'antisacrestia è presente una deposizione che si richiama esplicitamente ai prototipi fiamminghi del genere (si vedano per esempio le "deposizioni" al British Museum o Gerard David nei lavori di Winterthur ed Amsterdam)[16]
Un affresco di Gandolfino era presente sulla parete esterna della sacrestia della Cattedrale, alla base del campanile, "strappato" nei primi anni "Settanta" e tuttora in fase di restauro
L'affresco raffigura una "Madonna del baldacchino" realizzata probabilmente nel primo decennio del Cinquecento.

- Presso la Collegiata di San Secondo, troviamo il polittico "Adorazione dei Magi, Annunciazione e i santi Giorgio Pietro, Paolo, Michele e Raffaele", commissionato dalla famiglia Cacherano.
Nella navata destra è presente un'altra pala di Gandolfino, raffigurante la Madonna di Loreto e sulla lunetta superiore una "Pietà".
 L'opera di fattura molto tarda, in origine era collocata nella chiesa della Madonna di Loreto di Asti (ormai scomparsa), venne reperita sul mercato antiquario dalla Fondazione Cassa di Risparmio di Asti e collocata nella Collegiata.

- Presso la Chiesa di Santa Maria Nuova, si possono ammirare la pala della "Madonna in trono tra S. Margherita, S. Eulalia, S. Agostino e S. Secondo" (1493), che il Mallè definisce "vagamente leonardesca".[14] Sopra la pala una lunetta con "Cristo risorto".
Nella prima cappella a destra, l'Adorazione dei Pastori,(1511 circa), forse in collaborazione con Defendente Ferrari.
 A Gandolfino si attribuiscono anche due figure affrescate sulla facciata della chiesa raffiguranti Sant'Agostino e San Biagio, ora asportate e poste all'interno della chiesa, nell'ultima cappella a destra.

- Presso il Seminario vescovile di Asti, è presente una "Adorazione del Bambino con i santi Bartolomeo e Benedetto".

- Presso la chiesa della Madonna del Portone, l'affresco raffigurante la Madonna e il Bambino tra i santi Marco e Secondo, sulla Porta detta di San Marco delle antiche mura, sulla quale venne costruito il Santuario.

- Presso la Fondazione Cassa di Risparmio di Asti, sono presenti due tempere su tavola.
La prima raffigurante "San Giacomo", e la seconda la "Madonna col Bambino e angeli musicanti", opere d'inizio XVI secolo e reperite sul mercato antiquario.

Arte Rinascimentale
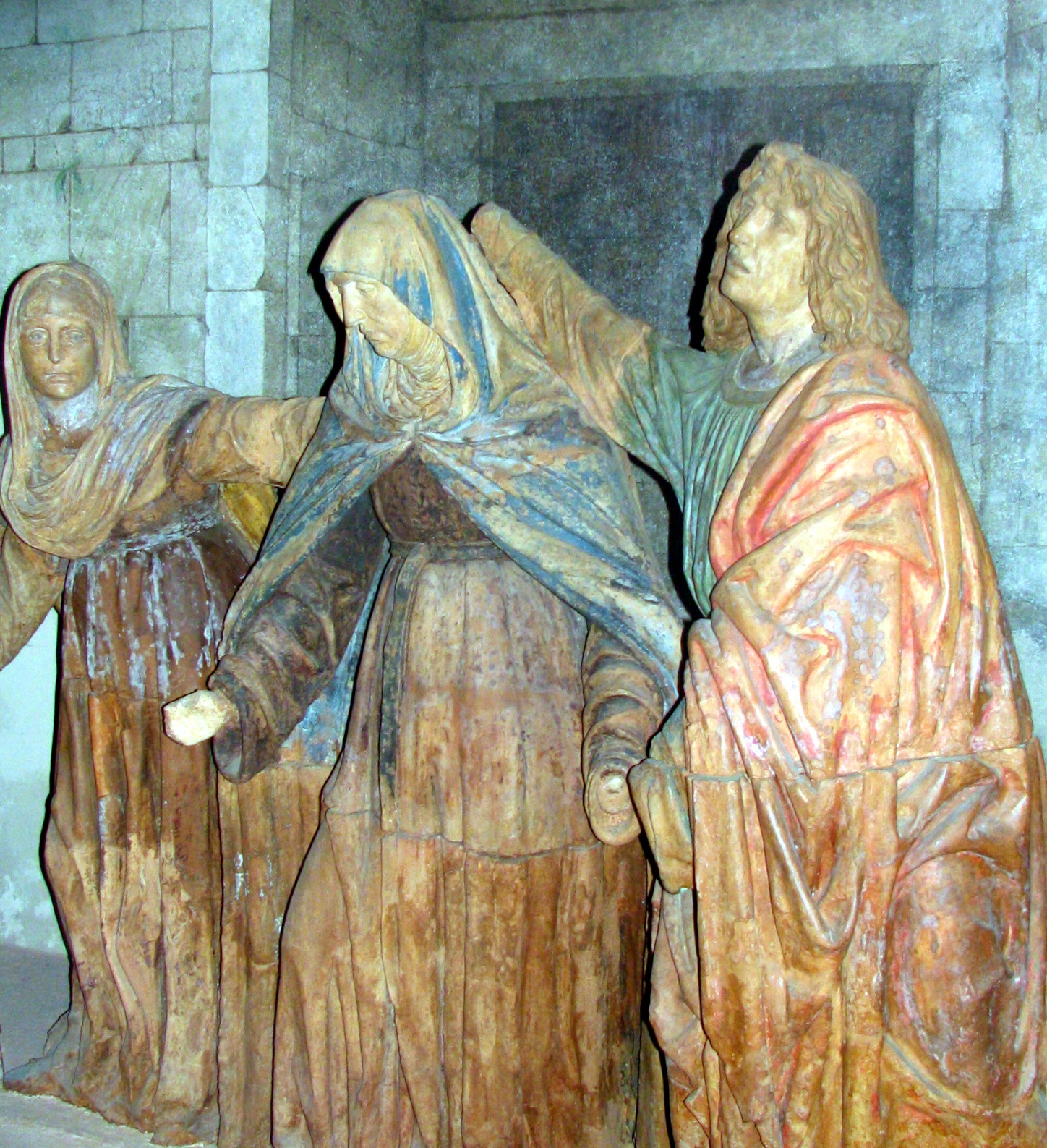
compianto sul Cristo morto, gruppo scultoreo in terracotta, le pie donne (part.)
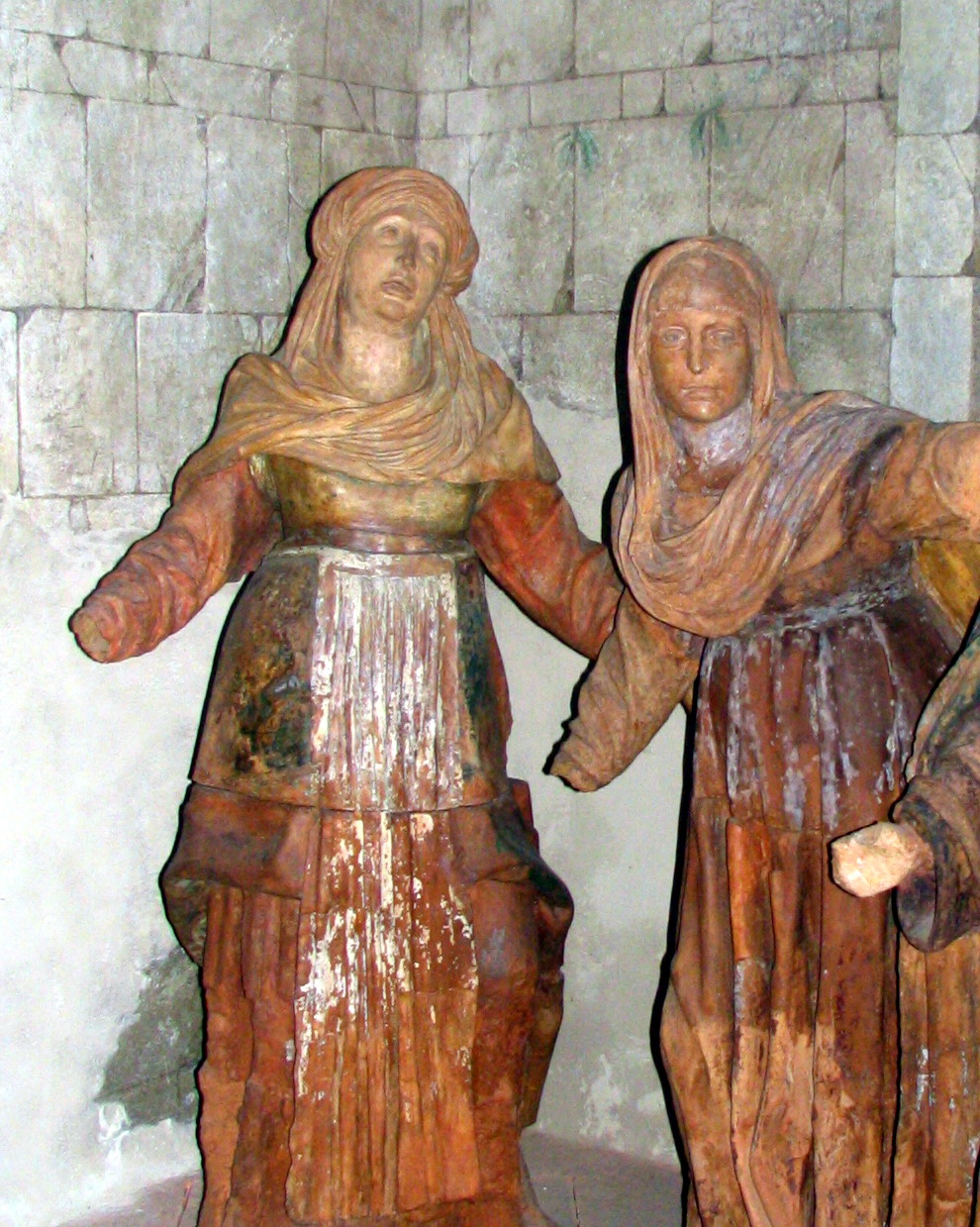
compianto sul Cristo morto, gruppo scultoreo in terracotta, le pie donne (part.)
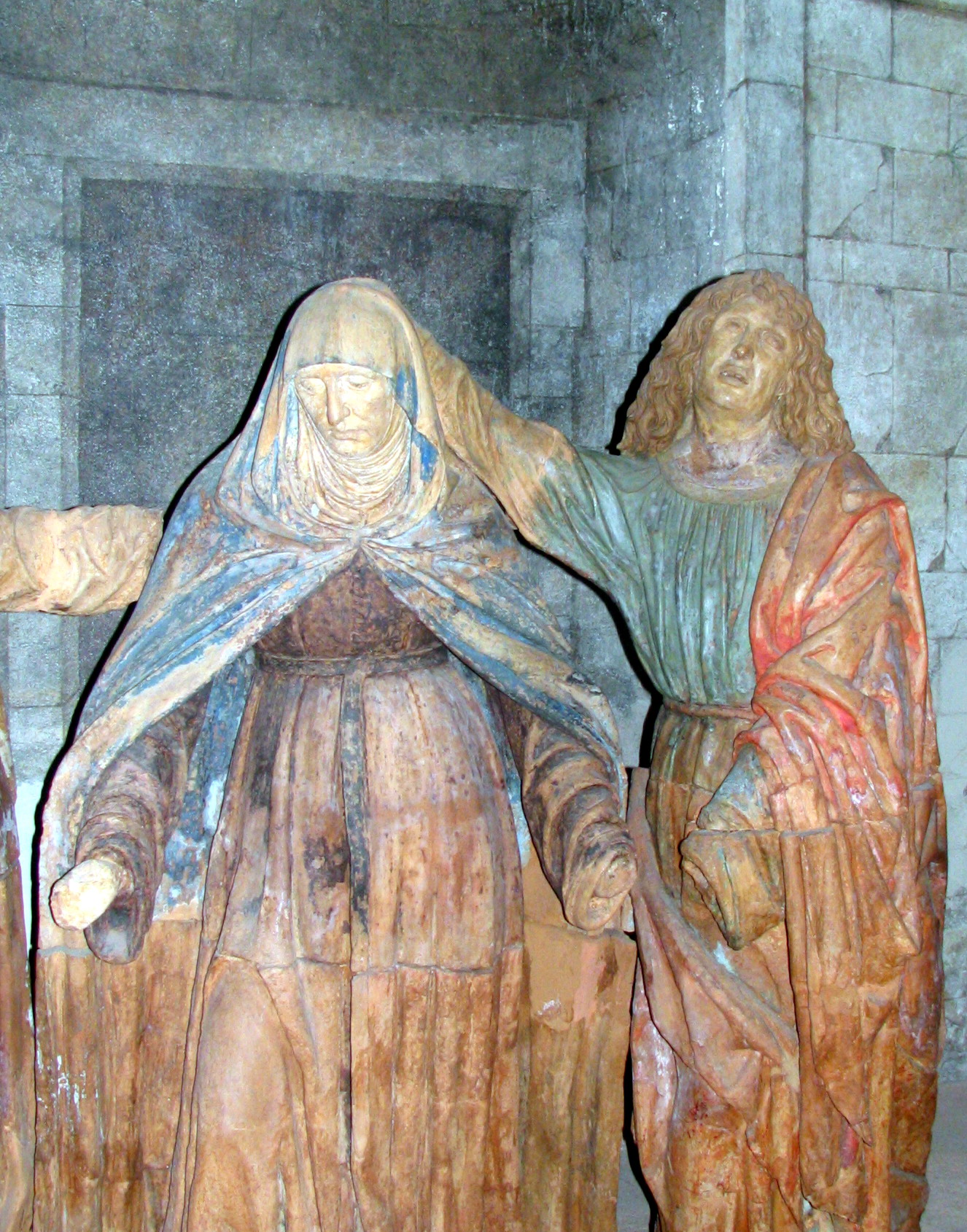
compianto sul Cristo morto, gruppo scultoreo in terracotta, le pie donne (part.)
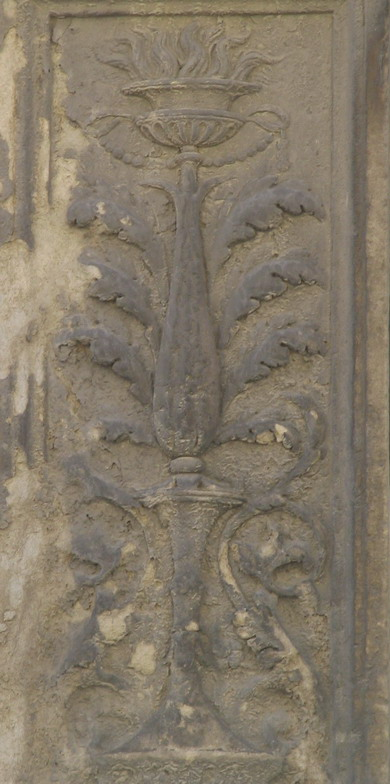
Palazzo Malabaila, cornice in arenaria con candelabri

## Il barocco (XVII e XVIII secolo)

### Architettura
L'architettura barocca astigiana si incentrò sulla figura del conte Benedetto Alfieri, primo architetto del re Carlo Emanuele III di Savoia e zio del trageda Vittorio Alfieri.
Benedetto, che proprio ad Asti cominciò ad esercitare la professione di architetto, con il rifacimento di alcuni edifici quali Palazzo Alfieri nel 1736, Palazzo Gabuti di Bestagno (poi Ottolenghi) nel 1740, Palazzo Civico, Palazzo Mazzetti (1751), e la ristrutturazione di molti altri, diede un nuovo volto architettonico alla città che era rimasta "assopita" per un lungo periodo.
Le costruzioni dell'architetto piemontese è probabile che traggano spunto dal soggiorno giovanile di Benedetto a Roma.

Infatti, lo stile è quello di un barocco "michelangiolesco" in apparenza molto festoso, ma di fatto freddo e rigoroso, fatto di muri spessi e superfici dure, tipico dello stile di Carlo Emanuele III.

In questo abbinamento, è forte il tentativo dell'Alfieri di "sprovincializzare" l'architettura piemontese, avvicinandola il più possibile a quella classica romana.
Sulla scia alfieriana, nel XVIII secolo, si modificarono gran parte delle facciate dei palazzi nobili prospicienti la "contrada Maestra "(l'attuale Corso Alfieri).

Tra le costruzioni barocche, è da segnalare la nuova chiesa di Santa Caterina, opera dell'architetto torinese Ferroggio nel 1766.

### Scultura

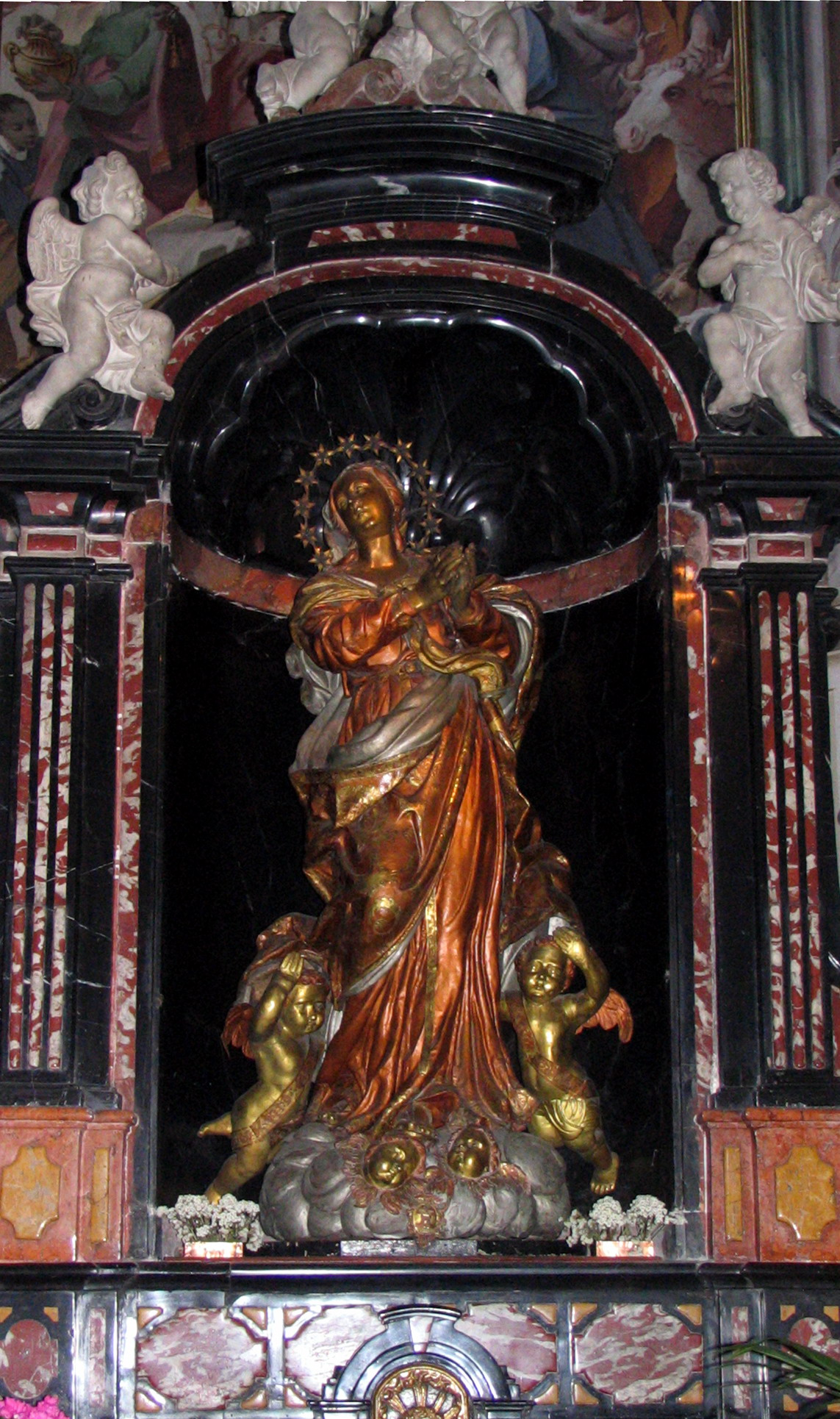
La statua dell'Assunta di G.Groppa

Le due figure di maggior spicco nella scultura astigiana del XVII e XVIII secolo, sono Giovanni Tommaso Groppa, attivo nel XVII secolo e Giuseppe Maria Bonzanigo, attivo tra XVIII e XIX secolo. 

Tutti e due figli d'arte, l'orafo Giovanni Tommaso Groppa, appartenente ad una delle più famose famiglie orafe del Nord-Italia, è il principale ideatore degli oggetti in argento e rame sbalzati presenti nel tesoro del Duomo e nella chiesa della SS. Trinità.

Oltre a questi oggetti, di particolare interesse è la "statua dell'Assunta" o "Madonna grande" del Duomo, in rame sbalzato dorato e argentato collocata nella Cappella dell'Epifania.

Commissionata dal vescovo di Asti mons. Carlo Innocenzo Migliavacca nel 1710, per la vittoria contro le truppe francesi che assediavano la cittadella di Torino nel 1706, è uno dei più fulgidi esempi di scultura barocca astigiana.
Nel 1745, nasceva ad Asti lo scultore Giuseppe Maria Bonzanigo, il più celebre di una dinastia di scultori ed ebanisti astigiani.
Tra Seicento e Settecento i Bonzanigo crearono le cantorie delle più importanti chiese di Asti (Collegiata di San Secondo, SS.Trinità, San Rocco).

Inoltre, la sua bottega confezionò l'" Aron" o Arca Santa, per la comunità ebraica astigiana. L'opera realizzata nel 1809, ancora presente nella Sinagoga, è un capolavoro di ebanisteria (è un armadio a muro composto da otto pannelli scolpiti e dorati).

La fama di Giuseppe Maria, gli permise di aprire una bottega a Torino ed entrare nella esclusiva "Pia Società e Sodalizio di San Luca", onore riservato solamente ai più importanti artisti piemontesi dell'epoca.

Influenzato dallo stile neoclassico di Antonio Canova si specializzò nell'intaglio e nella scultura su legno.

### Pittura
Il maggior pittore barocco astigiano è Gian Carlo Aliberti che ha lasciato quale opera più importante l'affresco "gloria di Alessandro Sauli" nella cupola della chiesa di San Martino.

Nell'opera, che l'artista completò coadiuvato dal cognato Giovanni Battista Laveglia (che affiancò l'Aliberti in molti suoi lavori), tutto lo spazio è sapientemente occupato da figure di "correggesca" memoria, sottolineate da una soffice luce mielata che tutto pervade.

L'Aliberti ha lasciato molte testimonianze artistiche in città, oltre alle opere nella chiesa di San Martino, ricordiamo quelle nella chiesa di San Silvestro, di San Paolo, gli affreschi dei soffitti di Palazzo Mazzetti, nella chiesa del Gesù (incorporata nella Opera pia Michelerio), nel Duomo.

La pittura fresca e spumeggiante dell'Aliberti ha saputo discostarsi dalla moltitudine di pittori barocchi del periodo che riempirono di opere le chiese del Piemonte, al punto tale da varcarne i confini e da essere citato nella monumentale storia pittorica del Lanzi che è uno dei più autorevoli critici pittorici Settecenteschi.

Oltre all'Aliberti, degne di menzione sono alcune opere presenti nella pinacoteca civica del miniaturista Felice Ramelli dei conti di Celle, diventato poi custode dei Codici miniati della biblioteca Vaticana ed alcune opere di Giovan Battista Fariano, presenti nella Collegiata di San Secondo (Natività di Maria) e nel convento di San Martino (Deposizione del 1663).

Arte Barocca
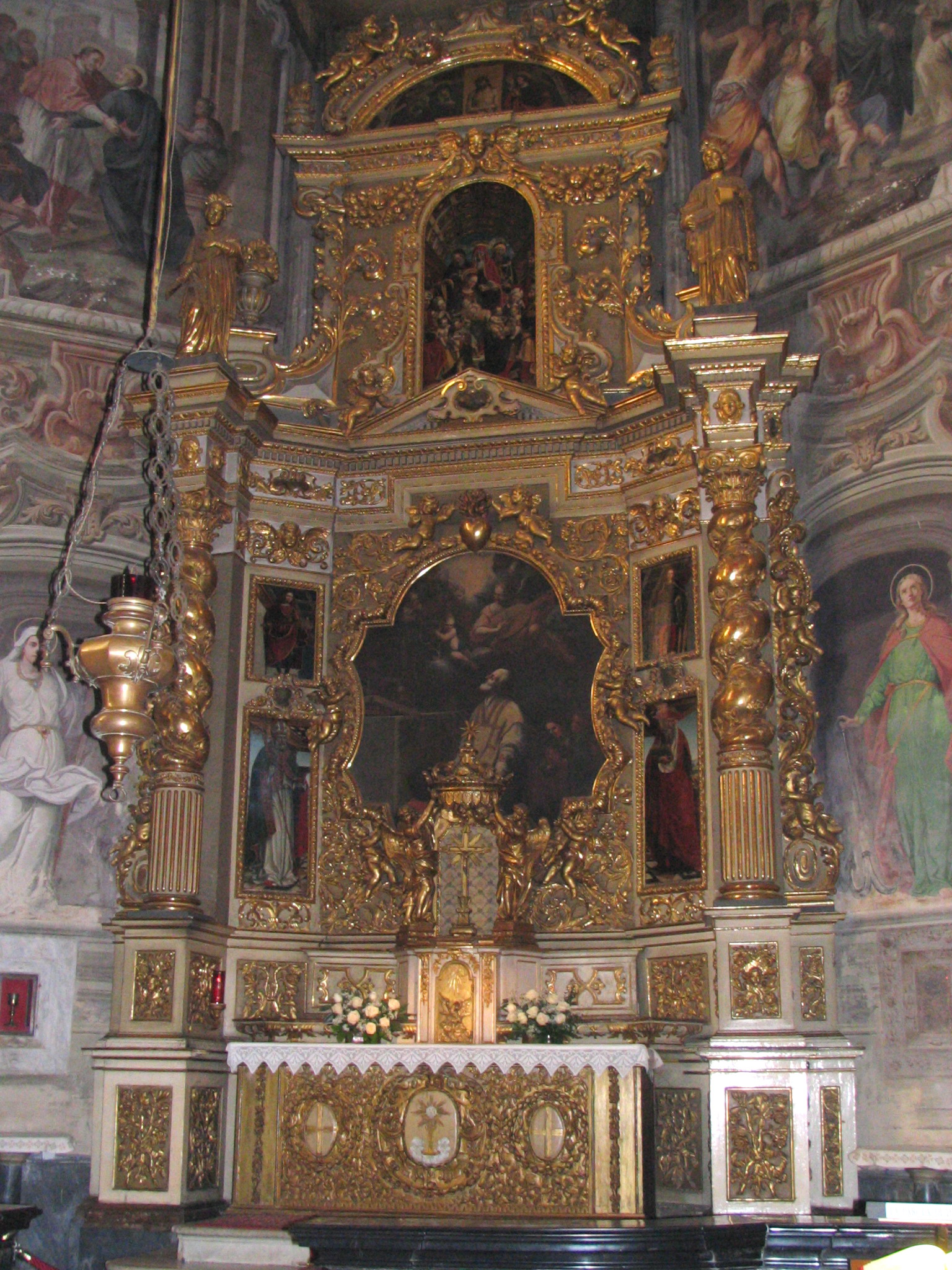
Cattedrale di Asti, cappella del transetto
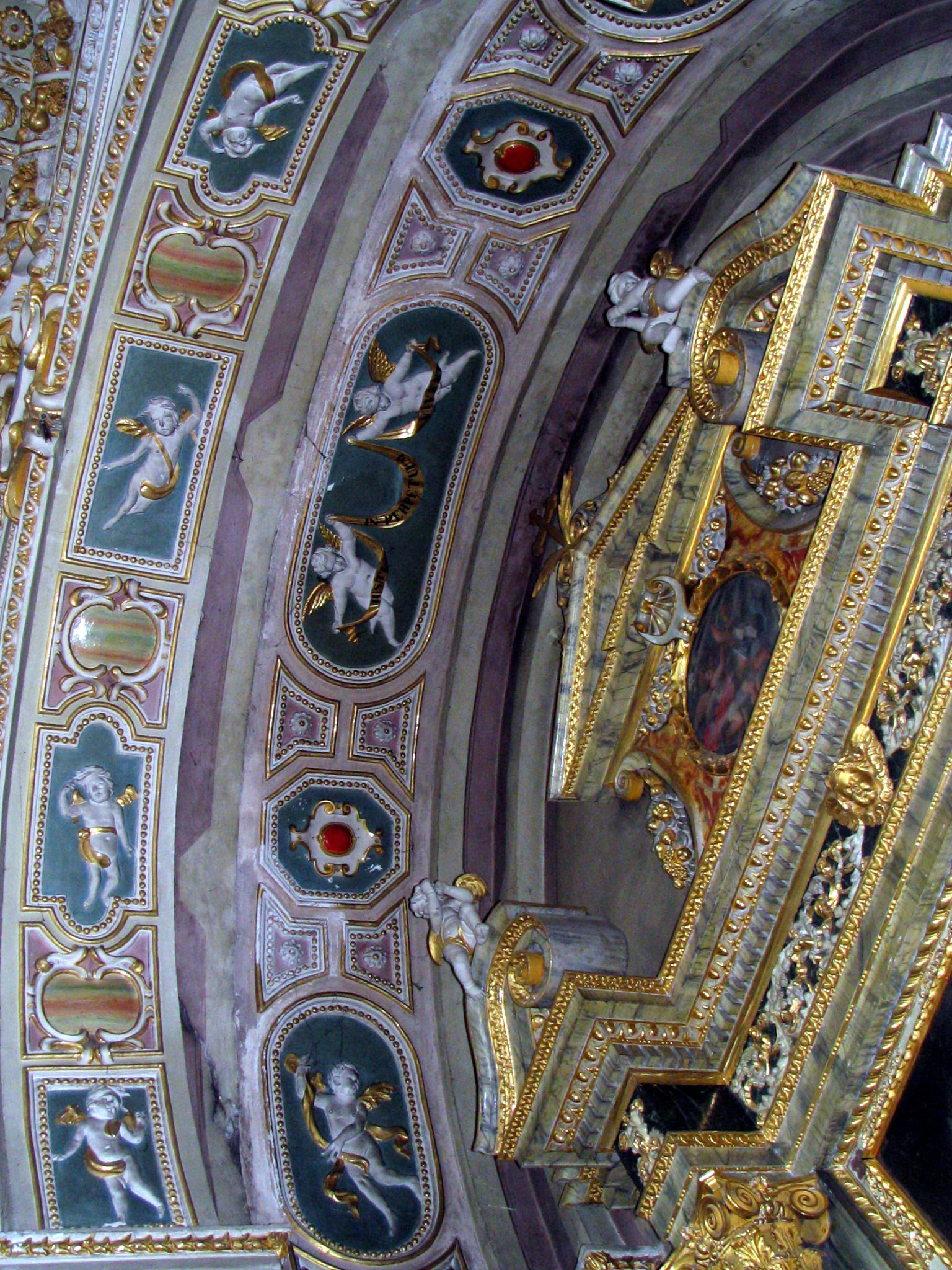
cattedrale di Asti, decorazioni interne
Palazzo Mazzetti, lo scalone barocco
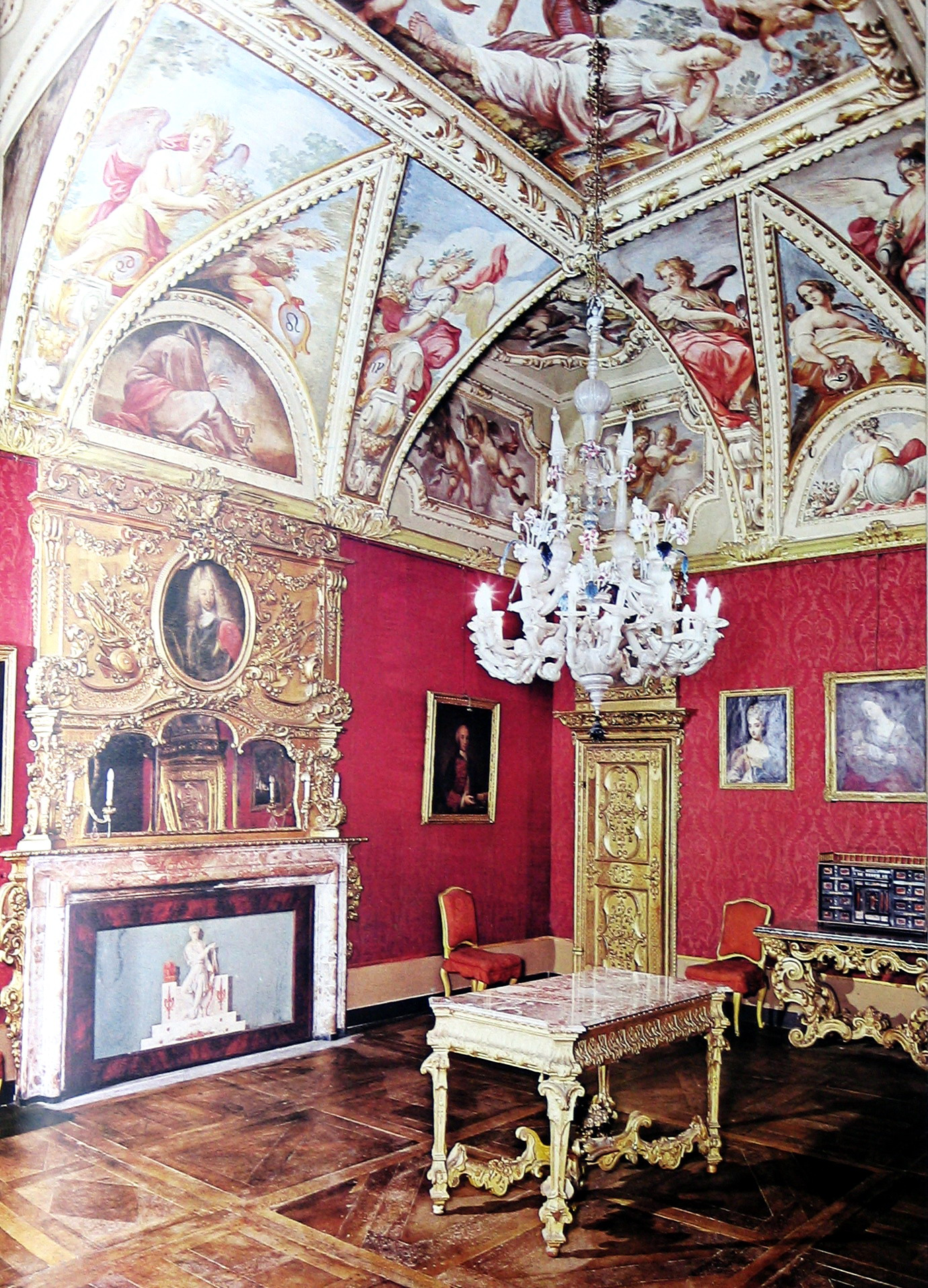
Palazzo Mazzetti, interno
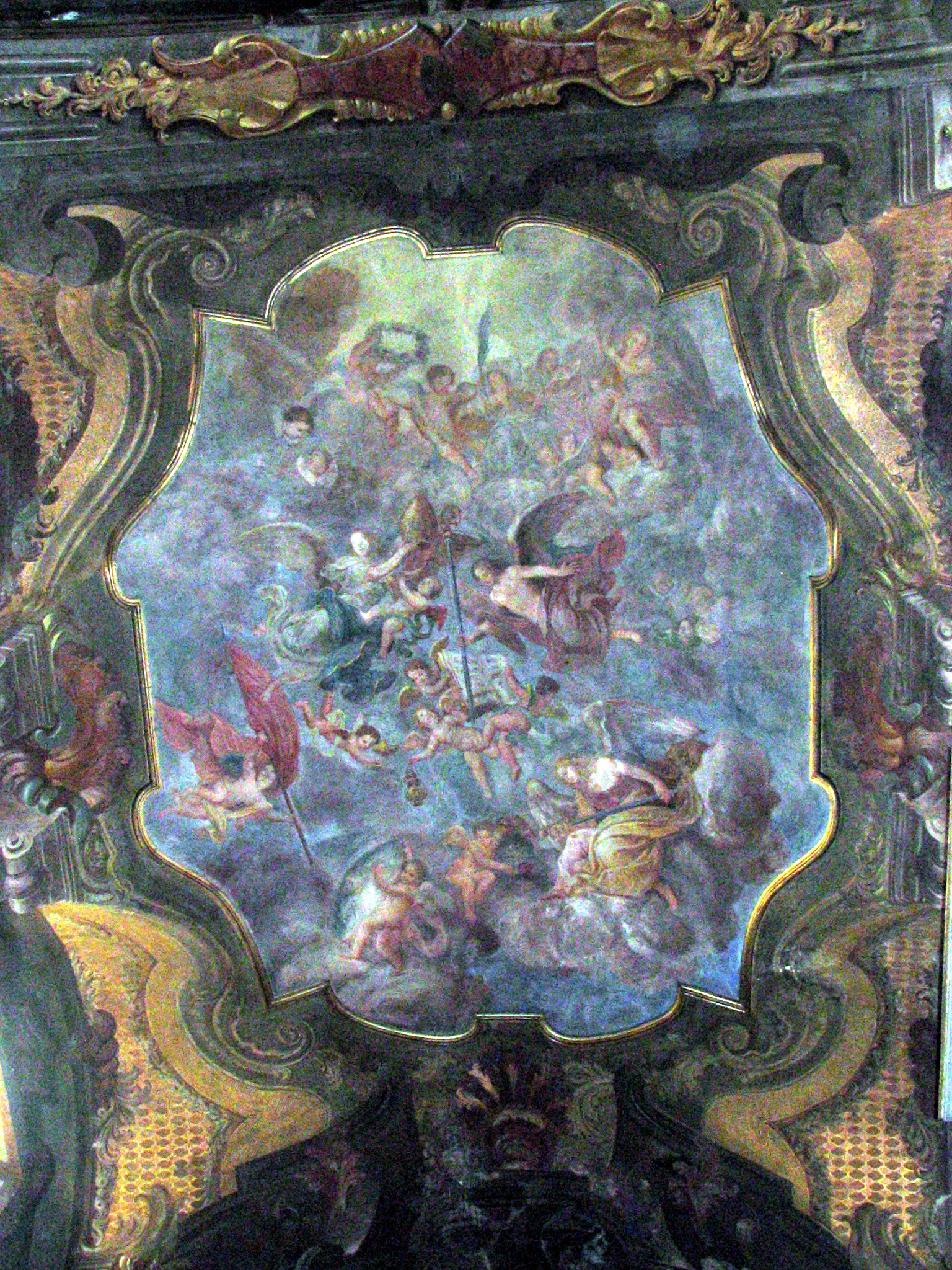
Chiesa di San Martino, affresco di Gian Carlo Aliberti
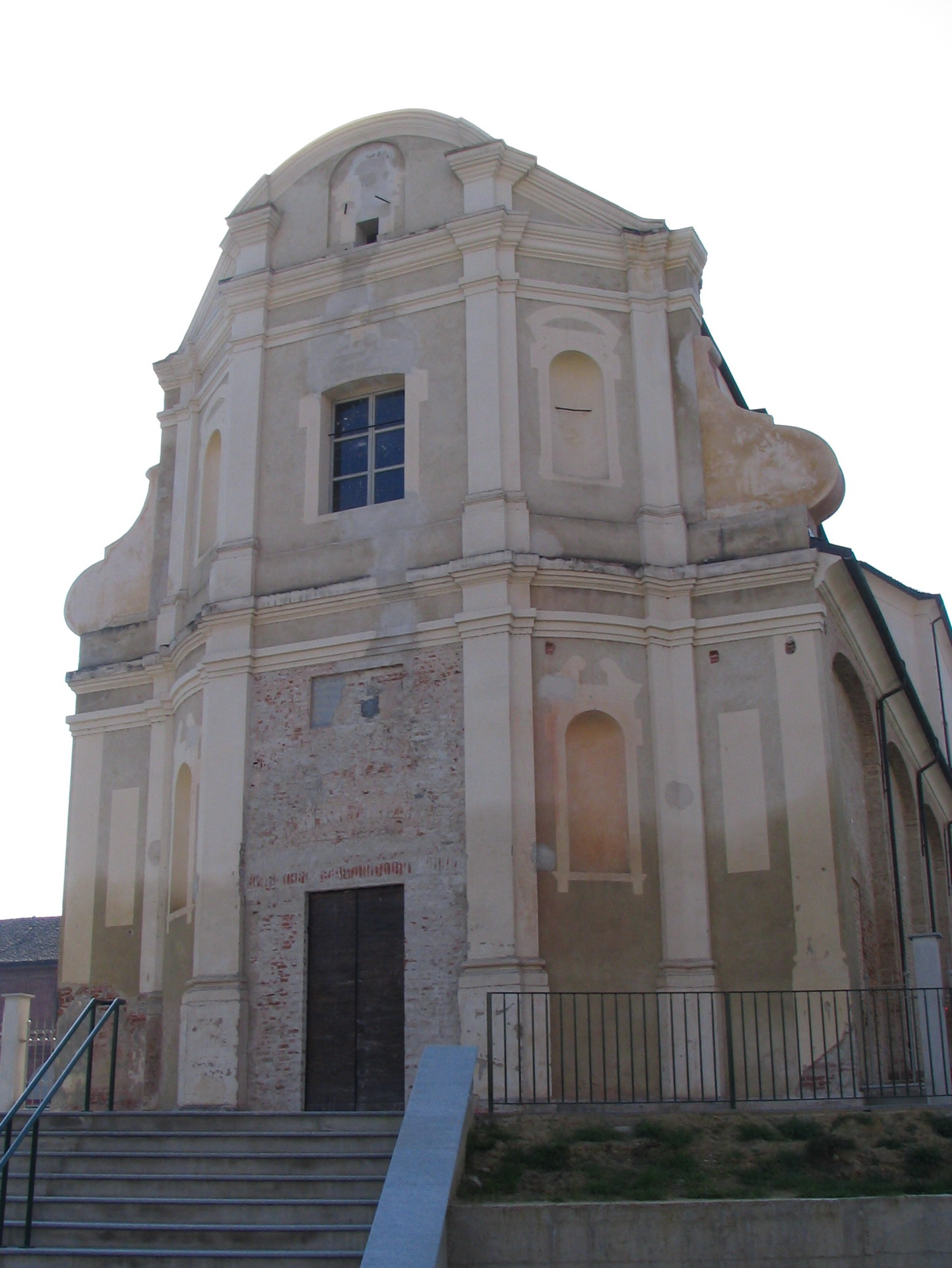
Chiesa di Sant'Anna (progetto di Benedetto Alfieri)
Sacra Famiglia, opera di Gian Carlo Aliberti
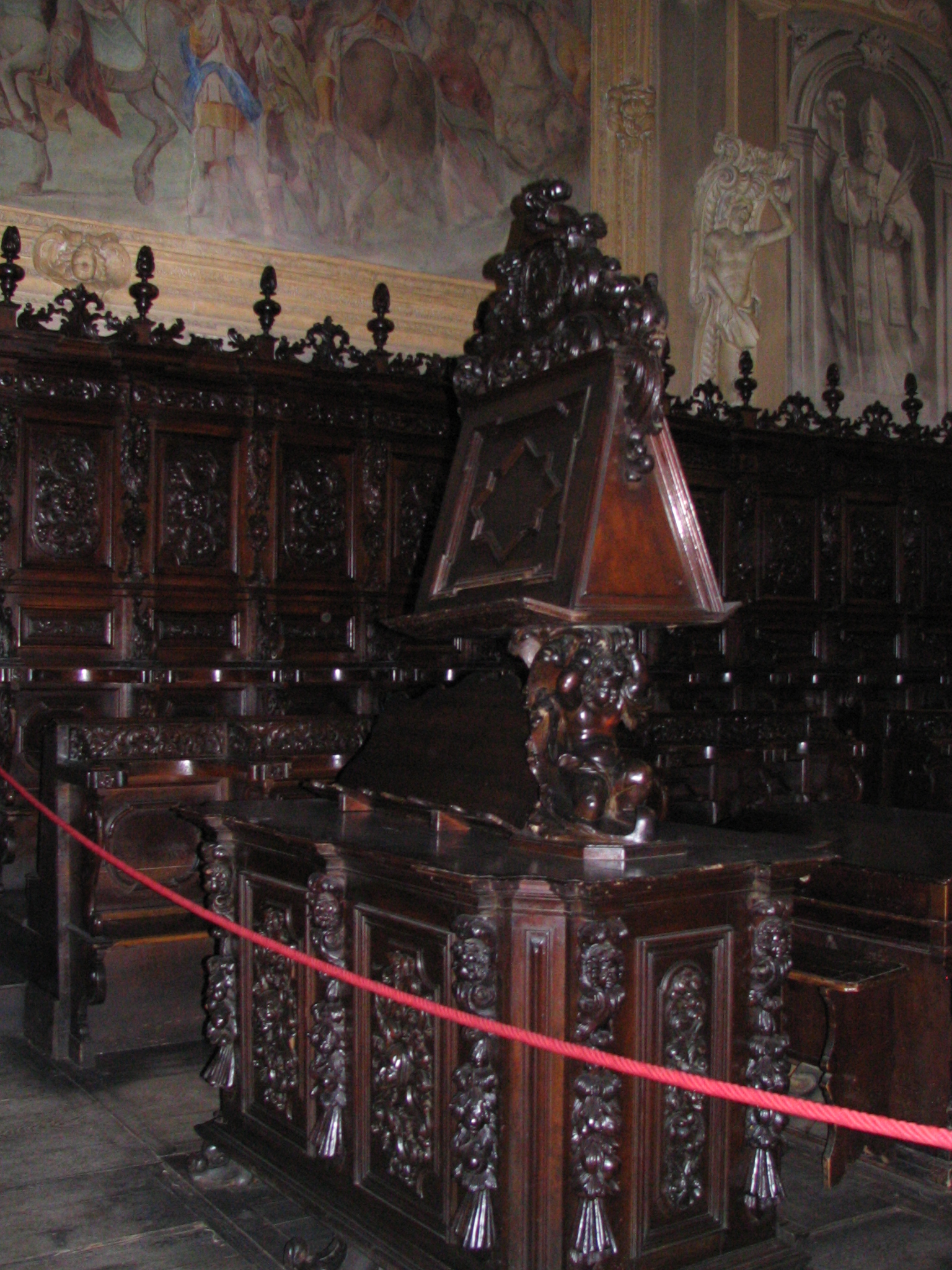
Collegiata di San Secondo, stalli del coro

## XIX e XX secolo

### Architettura

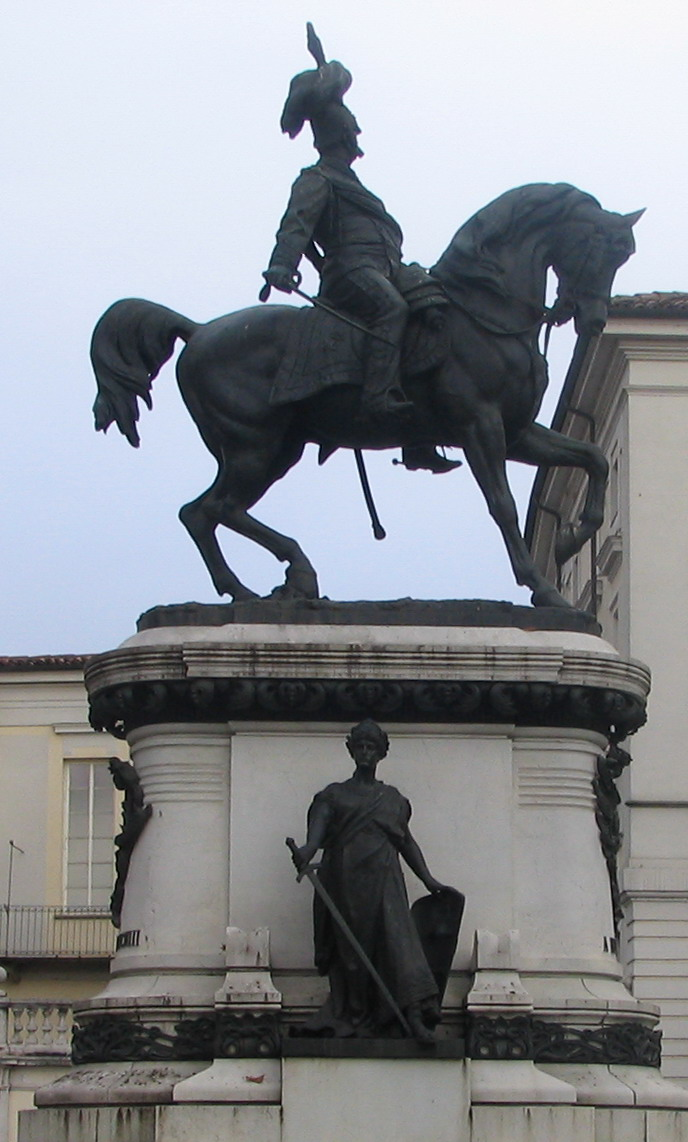
Monumento equestre a Umberto I

Nel 1860 venne inaugurato il Teatro Alfieri, opera dell'ingegnere Domenico Svanascini, con le decorazioni dei soffitti e del sipario di Francesco Gonin, dello stesso periodo sono il rifacimento della chiesa di San Silvestro e la costruzione della nuova Sinagoga.

All'ultimo quarto del XIX secolo appartengono anche i riasseti urbani di alcune piazze astigiane con la collocazione al centro di monumenti commemorativi.

Nascono così la monumentale "Piazza Roma " con monumento all'Unità d'Italia (finanziata da Umberto I), "Piazza Medici del Vascello", con relativo monumento all'acquedotto.
Pregevoli costruzioni del periodo "decò" si trovano in piazza Statuto, in corso Dante, in via Garibaldi, in via Guttuari dove è presente la "casa Arri", famosa per le sue pregevoli decorazioni "floreali" in ferro battuto.

### Scultura
Di pregevole fattura sono il monumento a Vittorio Alfieri del 1862 dello scultore novarese Giuseppe Dini e il monumento equestre a Umberto I, in piazza Cairoli (detta anche "del cavallo") di Odoardo Tabacchi.
Sono da menzionare inoltre, gli scultori astigiani Materno Giribaldi, autore del monumento al nuovo acquedotto in piazza Medici del Vascello, di busti, mausolei e monumenti in tutta la penisola, e Lamberto Goria (1863-1927) autore del busto marmoreo di Vittorio Alfieri presso la sua casa natale e del busto-ritratto del conte Ottolenghi.

### Pittura
A continuare la tradizione pittorica sacra astigiana fu Michelangelo Pittatore, attivo in città nella seconda metà del XIX secolo.

Nato il 12 febbraio 1825, grazie all'"illuminato" padre Sebastiano, appena undicenne, venne inviato a bottega dal pittore braidese Agostino Cottolengo ed in seguito, a soli 14 anni, a Roma presso l'Accademia di S.Luca.

Grazie alla fiducia del parroco di Costigliole d'Asti, don Serratrice, suo estimatore e finanziatore, il Pittatore si fece notare come buon ritrattista e pittore "di genere", senza trascurare i soggetti sacri, che abbondano nelle chiese di Asti e della provincia.

La sua formazione artistica proseguì in seguito anche con un viaggio a Londra, dove, diventato amico di Giuseppe Mazzini, si distinse principalmente come ritrattista della borghesia locale ed alcuni suoi quadri sono esposti alla National Portrait Gallery.
Un altro importante pittore astigiano ottocentesco è stato Carlo Nogaro. Autodidatta, paesaggista, nato ad Asti nel 1837, lavorava presso il suo studio situato nella famosa Torre Guttuari di Piazza Statuto.

Spirito avventuroso, girò il mondo. Si fermò a Costantinopoli per alcuni anni dove eseguì una serie di illustrazioni raffiguranti le trionfali esequie di Napoleone III.

Una delle opere venne pubblicata dall'Illustration di Parigi dell'autunno del 1866.

Si stabilì nella capitale francese nel 1868, e fu uno dei principali ideatori del Padiglione italiano all' "Esposizione Universale di Parigi" del 1878.
Alla fine del XIX secolo si affacciano sulla scena pittorica astigiana due allievi del Pittatore: Giulio Musso e Paolo Arri.

Giulio Musso (1860-1915), operò come "frescante" nei maggiori palazzi ed edifici cittadini: teatro Alfieri, Palazzo civico (suoi i medaglioni che ritraggono gli astigiani illustri) e la chiesa di Santa Maria Nuova.
Paolo Arri (1868-1940), fu un valente ritrattista, affrescò la chiesa e l'atrio del vecchio Ospedale, affiancando il Musso nelle decorazioni del Municipio.
All'inizio del XX secolo si affacciarono nel panorama artistico astigiano alcuni pittori degni di nota: Anacleto Laretto (Grana Monferrato, 1874-Asti 1950), Ernesto Barbero (1887-1937), Pio Pia (1900-1959), Giovanni Rovero (Mongardino d'Asti 1895- Torino 1971), Giovanni Rosa (1887-1974), Giuseppe Manzone (1887-1983), Caro Caratti (Visone d'Acqui 1895- 1979).
Tra il XX ed il XXI secolo sono attivi Ottavio Baussano (1898-1970), Renzo De Alexandris (1914-2008), Emanuele Laustino, (1916-1988), Eugenio Guglielminetti (1921-2006), Valerio Miroglio (1928 - 1991), Massimo Quaglino (Refrancore 1899 - Torino 1982), Amelia Platone (1927 - 1994), Silvio Ciuccetti (1944 - 2015) Carlo Carosso (1953-2007), Paolo Fresu(1950) e Mario Perosino, deceduto nel 2008.

Arte moderna
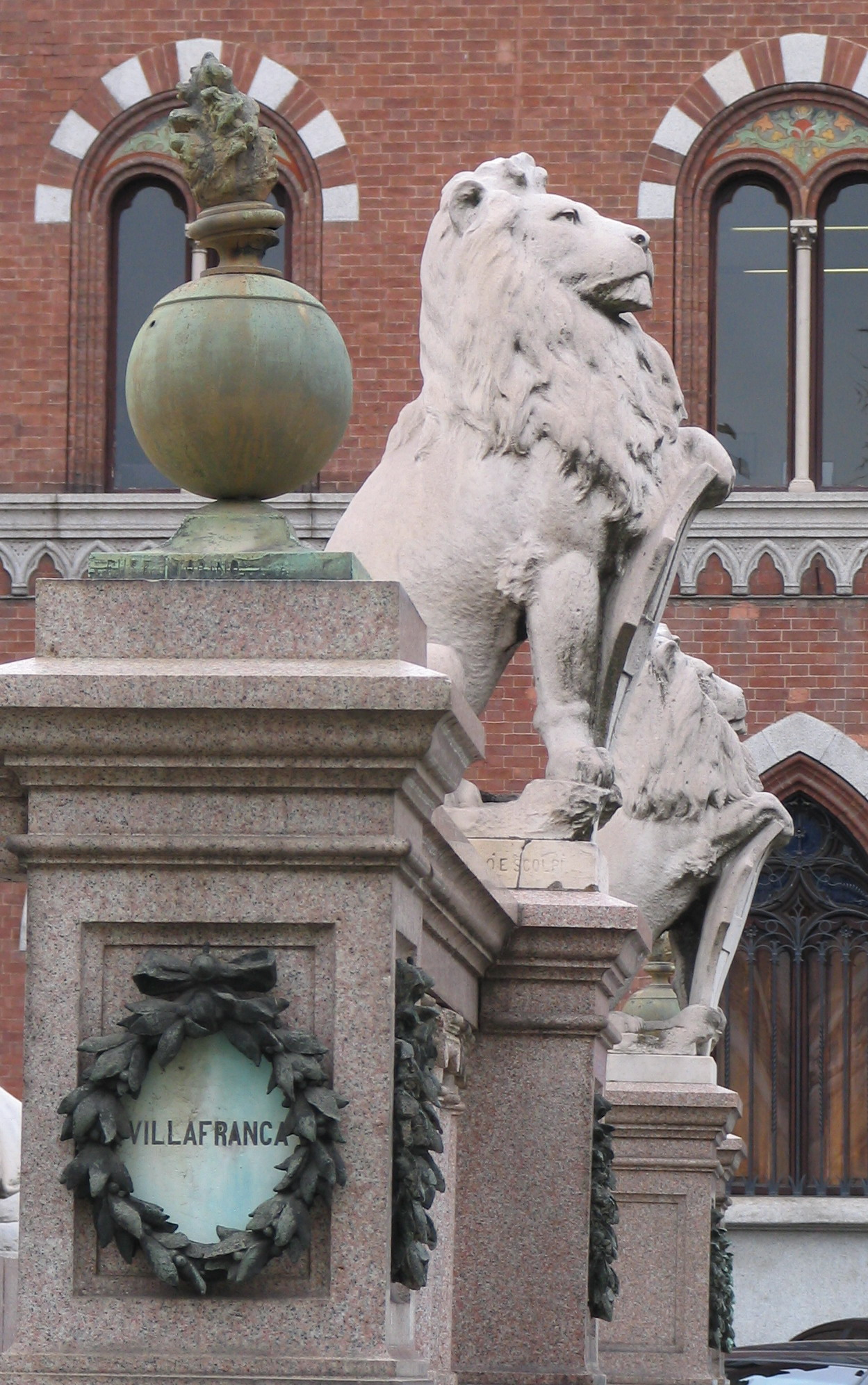
Piazza Roma particolare del Monumento all'Unità d'Italia
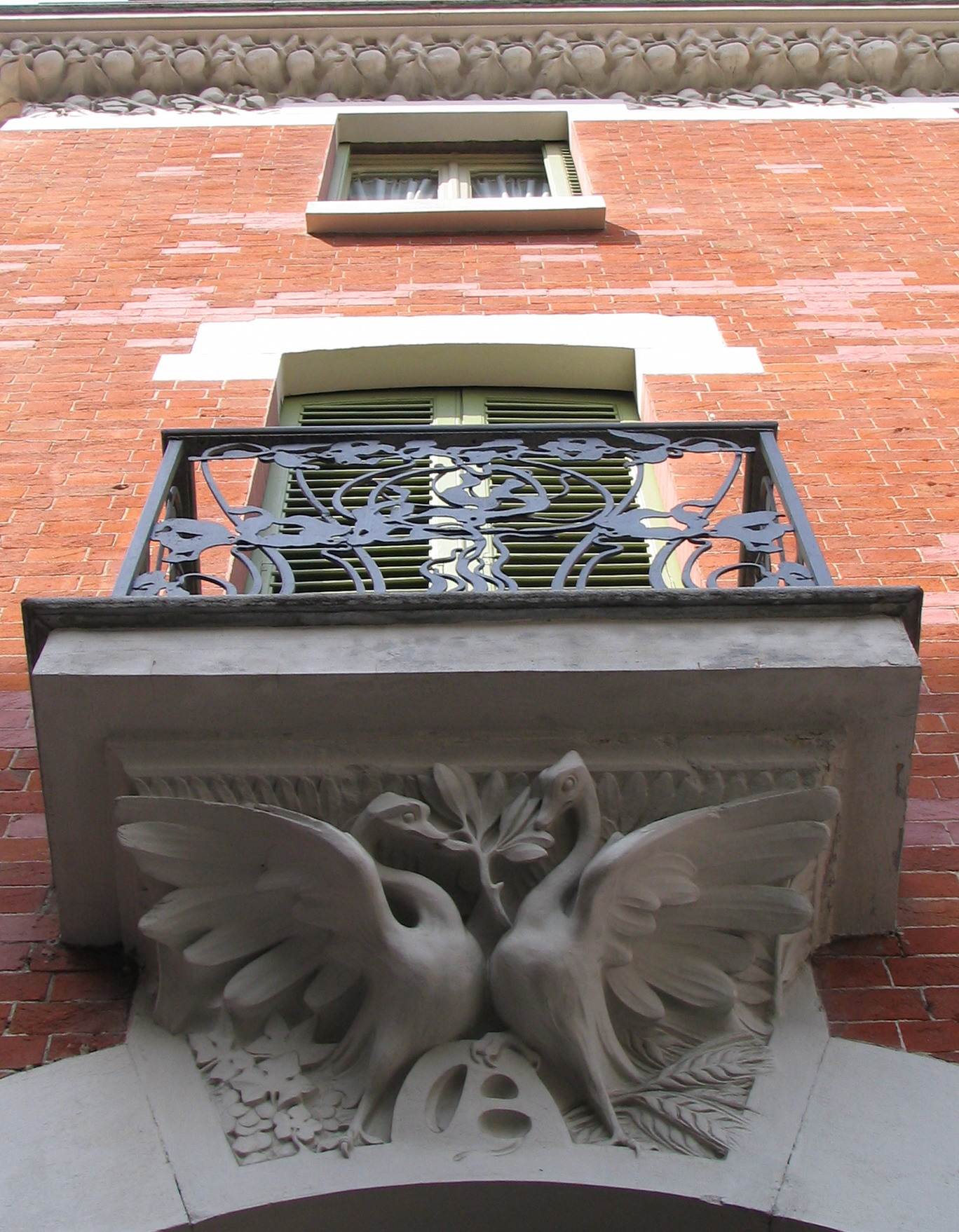
Casa Arri, decorazioni in stile Decò
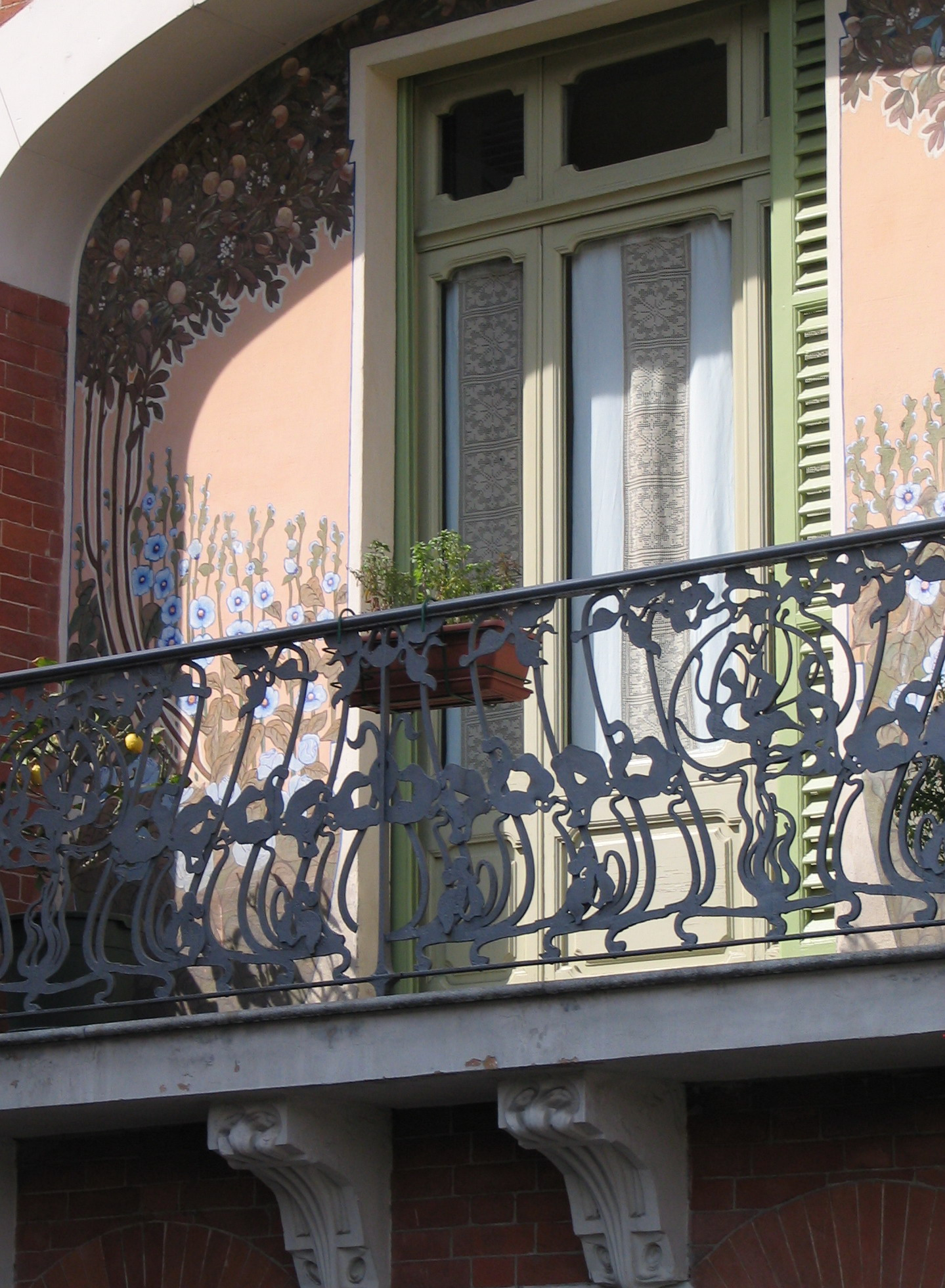
Casa Arri, decorazioni in stile Decò
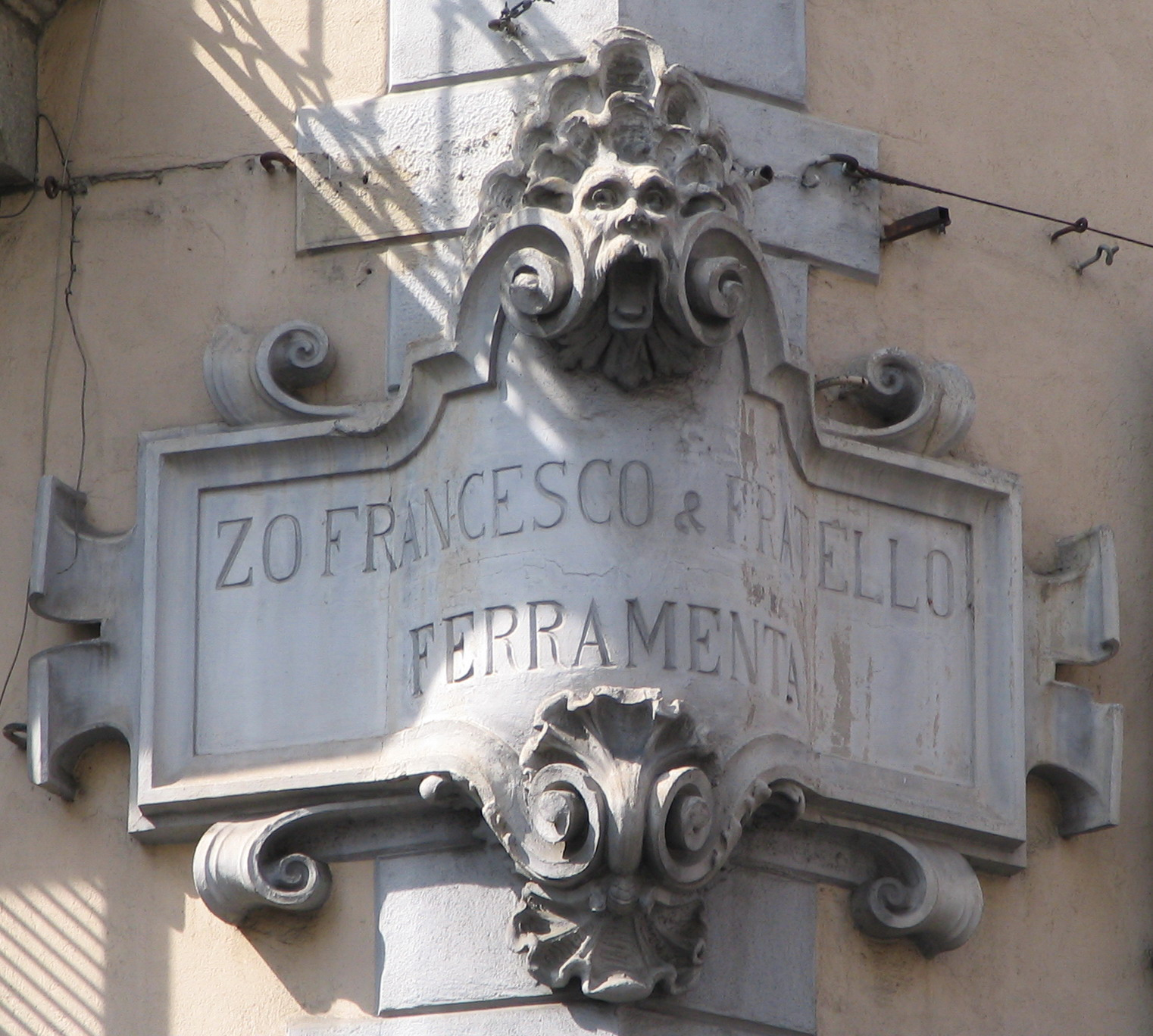
Via Brofferio, insegna Zo